# Canaan (région)
Pour les articles homonymes, voir Canaan.

Localisation des principales cités de Canaan durant l'âge du Bronze.

Canaan /kanaɑ̃/ est une région du Proche-Orient ancien, située au Levant méridional, sur le littoral oriental de la mer Méditerranée. Par extension, c'est la civilisation développée par ses habitants, les Cananéens, pendant la « période cananéenne », à l'âge du bronze, particulièrement au IIe millénaire av. J.-C.
Cette région correspond approximativement aux territoires actuels réunis d'Israël et de la Palestine, du Liban, de l'ouest de la Jordanie et de la Syrie.
La « période cananéenne » commence durant l'âge du bronze moyen (première moitié du IIe millénaire av. J.-C.), qui voit la reprise de l'urbanisation après une période de crise. S'épanouit alors une civilisation urbaine, fondée sur de petits royaumes et située à la croisée des influences syro-mésopotamiennes et égyptienne. L'âge du bronze récent (vers 1500 à 1200 av. J.-C.) prolonge la période précédente, et les cités cananéennes sont alors placées sous la coupe du Nouvel Empire égyptien. L'essor des échanges à longue distance profite aux cités côtières qui connaissent une période de prospérité. L'âge du bronze se termine au début du XIIe siècle av. J.-C. par une crise qui affecte à des degrés divers toutes les régions côtières de la Méditerranée orientale, et une partie des régions intérieures voisines. Lorsque la domination égyptienne prend fin, d'importantes recompositions sociales et ethniques ont lieu, avec l'émergence de populations nouvelles qui reprennent en partie l'héritage cananéen : les Phéniciens au nord (actuel Liban), les Philistins arrivés de l'extérieur pour s'établir sur le littoral méridional au sud, et les Israélites dans les hautes terres de l'intérieur.
Dans le texte de la Bible, le pays de Canaan est la « Terre promise » aux Hébreux par leur dieu Yahweh à l'époque du patriarche Abraham. Il correspond à la région comprise entre la mer Méditerranée et le Jourdain, avant sa conquête par Josué et les tribus d'Israël sorties d'Égypte. Les Cananéens y sont présentés de façon négative : ce sont des idolâtres habitant la Terre promise, que les Hébreux doivent anéantir afin d'en prendre la possession, suivant la volonté divine, sans jamais y arriver totalement. Selon ce texte, « Canaan » viendrait du nom du patriarche Canaan, petit-fils de Noé.

## Canaan et les Cananéens: définitions et contours

### Philologie et étymologie
L'étymologie du mot « Canaan » est discutée : il est généralement considéré comme formé sur une racine sémitique. Une origine hourrite (non sémitique) est aussi envisagée.
Le mot « Canaan » se rencontre assez fréquemment dans des textes écrits dans des langues sémites. Dans celles utilisant les alphabets du nord-ouest, qui sont consonantiques (hébreu, ougaritique, phénicien), Canaan est écrit knʕn. Dans le texte massorétique de la Bible, qui indique les voyelles, il est vocalisé כְּנַעַן (kĕnaʕan). En cunéiforme akkadien, il peut être écrit ki-na-aḫ-nu(m) (Mari, Byblos, Tyr), māt[pas clair] ki-na-ḫi (Assyrie, Ugarit) ou māt ki-in-na-aḫ-ḫi (Égypte[pas clair], Mittani, Hattusa, Babylone). On trouve aussi la forme ki-in-a-nim (Alalakh) où la consonne pharyngale /ḫ/ est absente. Ces textes permettent de distinguer une racine sémitique knʕ qui signifie « courber », « soumettre ». En liaison avec la course apparente du soleil, le terme Canaan pourrait désigner le « pays du soleil couchant », l'« occident ».[réf. nécessaire].
L'étymologie hourrite se fonde sur le rapprochement de « Canaan » avec le mot kinaḫḫu, qui désigne un tissu bleu[pas clair] dans les textes cunéiformes trouvés à Nuzi, mais cette étymologie est moins probable[pourquoi ?].
Dans la Bible, Canaan prend parfois le sens de « marchand » en raison de la réputation des Phéniciens comme de grands commerçants[pas clair] (par exemple en Sophonie 1,11 ou Ézéchiel 16,29),.

### Dans la Bible

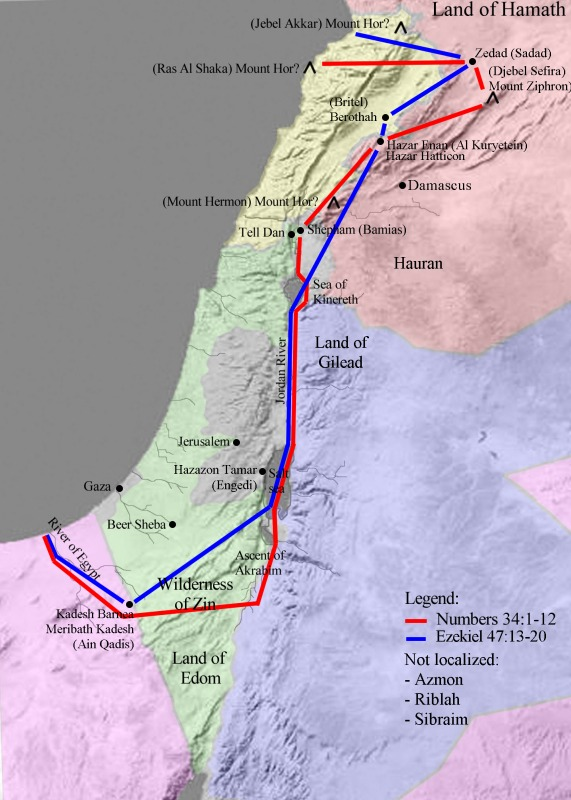
Limites de la Terre promise selon le Livre des Nombres 34:1-12 (rouge) et le Livre d’Ézéchiel 47:13-20 (bleu).

Dans la Bible hébraïque (l'Ancien Testament des chrétiens), on rencontre aussi bien le terme désignant le territoire de Canaan que celui désignant ses habitants, les Cananéens. Ces deux termes ont ensemble au moins 160 occurrences, essentiellement dans les livres de la Genèse, de Josué et des Juges,. Ils revêtent selon les cas des significations différentes : c'est un territoire (d'extension variable) et sa population ; c'est, d'un point de vue symbolique, la Terre promise par Dieu à Abraham et à ses descendants. Mais c'est aussi une métaphore péjorative désignant ceux qui ne croient pas en Dieu et qui ont un comportement abominable, opposé à celui des croyants.
En ce qui concerne le territoire, ses limites sont rarement définies et elles varient selon les passages. Son cœur se trouve autour des régions centrales d'Israël/Palestine, d'Arad à la vallée de Jezreel. Les délimitations les plus précises apparaissent dans le Livre des Nombres (34:1-12) et dans celui d'Ézéchiel (47:15-20), dans lesquels sont incluses aussi les régions correspondant de nos jours au Liban et au sud de la Syrie. En revanche, les régions conquises par Josué selon le livre éponyme (10:40-42) correspondent au royaume de Juda tel qu'il se présente à la fin du VIIe siècle av. J.-C., autour de Jérusalem. C'est la Genèse (15:18) qui en propose la variante la plus étendue, allant du Nil jusqu'à l'Euphrate, ce qui correspond aux limites de la satrapie perse de Transeuphratène telle qu'elle se présente aux Ve – IVe siècle av. J.-C. Dans d'autres passages (notamment : Genèse 10:6 et 15-19 ; Isaïe 23:11 ; Ézéchiel 17:4), le terme désigne la Phénicie (l'actuel Liban) et ses habitants.
Quant aux Cananéens, la même fluidité règne. Lorsque Dieu enjoint au prophète Moïse de se rendre à Canaan pour en prendre possession, il évoque différents peuples occupant le pays : « Je suis descendu pour le délivrer de la main des Égyptiens, et pour le faire monter de ce pays dans un bon et vaste pays, dans un pays où coulent le lait et le miel, dans les lieux qu’habitent les Cananéens, les Hittites, les Amorrites, les Perizzites (en), les Hivites et les Jébuséens. » (Exode 3:8). Si ces peuples sont classés par ordre d'importance, alors les Cananéens sont la principale population de la Terre promise. Mais la Bible présente la situation de façon différente selon les passages : parfois les Cananéens semblent être la seule population de Canaan, ailleurs ils coexistent avec d'autres groupes, dont les noms changent d'un passage à l'autre, en tout cas cela implique que la région soit occupée par divers groupes ethniques,,.

### Dans les sources cunéiformes et égyptiennes
Le nom de « Canaan » est ancien et apparaît peut-être dans des tablettes du XXIVe siècle av. J.-C. mises au jour à Ebla en Syrie centrale. On a retrouvé des mentions plus assurées sur une tablette plus récente trouvée dans les ruines de Mari, datée de la première moitié du XVIIIe siècle av. J.-C. Elle mentionne des Cananéens aux côtés de voleurs, donc de gens décrits comme hostiles. Le terme apparaît également dans des tablettes cunéiformes mises au jour à Alalakh, un autre site syrien, qui mentionne des « hommes » ou « fils de Canaan », donc des gens venant de cette région. L'inscription de la statue d'Idrimi, roi de cette cité au début du XVe siècle av. J.-C., évoque le fait qu'il s'est réfugié dans sa jeunesse dans le pays de Canaan, avant de s'emparer de son royaume. Deux tablettes d'un troisième site syrien, Ugarit, mentionnent des gens originaires de Canaan. L'une d'elles les distingue explicitement des gens d'Ugarit, ce qui indique que cette ville n'en fait pas partie. Il en va de même pour Alalakh, et de ce fait le pays de Canaan tel qu'il apparaît dans la documentation de ces deux sites paraît désigner une région située au sud des deux royaumes.

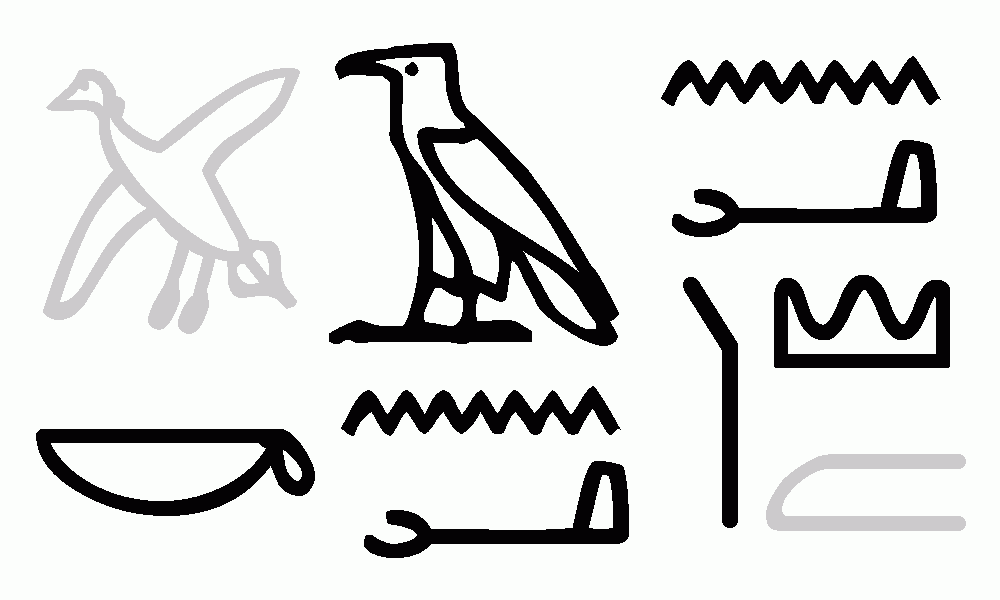
Le nom Canaan apparaît en hiéroglyphes égyptiens sous la forme k3nˁnˁ sur la stèle de Merneptah (XIIIe siècle av. J.-C.)

Dans les sources égyptiennes de la même époque, le terme apparaît dans plusieurs des lettres d'Amarna, une correspondance diplomatique datée du XIVe siècle av. J.-C. Par exemple, une lettre du roi du Mittani est adressée aux « rois du pays de Canaan », vassaux de l'Égypte. La stèle de Mérenptah, du XIIIe siècle av. J.-C., mentionne Canaan parmi les pays soumis lors d'une campagne de ce roi. Selon une interprétation courante, Canaan correspondrait pour les Égyptiens aux terres situées entre la Méditerranée et le Jourdain, dont le gouverneur siège à Gaza et donc au Levant méridional,.

### Dans les études historiques et archéologiques
La documentation écrite donne des interprétations différentes à Canaan et aux Cananéens selon les auteurs, en général selon le crédit qu'elles accordent au texte biblique quant à sa capacité à délivrer des vérités historiques :
- Pour l'approche traditionnelle, majoritaire, on peut définir Canaan et les Cananéens comme une entité culturelle distincte, avec une ou des langue(s) cananéenne(s), une culture matérielle homogène, ayant occupé au IIe millénaire av. J.-C. le territoire correspondant à la province égyptienne nommée « Canaan » (et souvent un peu plus étendu puisqu'on y inclut les futures cités phéniciennes) ; mais même dans cette acception-là, le terme est avant tout géographique et n'a pas forcément un sens ethnique, la région étant probablement pluri-ethnique (le texte biblique mentionnant du reste plusieurs peuples cananéens). Selon Ann Killebrew, qui désigne Canaan comme une « mosaïque ethnique », « nous pouvons parler des Cananéens comme les habitants indigènes d'ascendance mixte résidant dans le pays appelé Canaan »[19],[20].
- Pour une tendance « minimaliste » et sceptique, les Cananéens n'ont jamais existé en tant que groupe dans l'Antiquité et sont une construction biblique reprise par des archéologues et historiens en lui donnant un sens ethnique qu'elle n'a jamais eu ; selon les mots de Niels Lemche, « les Cananéens du Proche-Orient ancien ne savaient pas qu'ils étaient des Cananéens »[21].

En suivant cette deuxième tendance, le terme a une acception essentiellement géographique, et alors les sites archéologiques mis au jour dans la région concernée pour le IIe millénaire av. J.-C. (ce qui correspond en termes archéologiques à l'âge du bronze moyen et à l'âge du bronze récent) peuvent recevoir la qualification de « cananéens ». Dans les frontières actuelles, elle couvre au plus large Israël et la Palestine, une partie de la Jordanie, le Liban, et la Syrie du sud, ce qui en pratique exclut généralement le royaume d'Ugarit, bien qu'il présente de fortes similitudes culturelles avec l'ensemble cananéen. Dans les travaux archéologiques, un usage répandu est d'employer le terme « Canaan » pour désigner la Cisjordanie/Palestine, donc les terres situées à l'ouest du Jourdain du Levant méridional, soit un cadre géographique plus restreint que le précédent.

## Historique
Les nombreuses fouilles archéologiques conduites sur des sites du Levant méridional datés du IIe millénaire av. J.-C. permettent de mieux connaître les évolutions sociales et culturelles de la région de Canaan, telle que définie dans le milieu de la recherche. On divise ce millénaire en deux grandes périodes : un âge du bronze moyen, qui couvre en gros sa première moitié (v. 2000-1500 av. J.-C.), et un âge du bronze récent qui dure environ trois siècles (v. 1500-1200 av. J.-C.). Les sources textuelles complètent ces informations, en particulier pour la seconde moitié du IIe millénaire av. J.-C. qui voit les premières attestations assurées du terme « Canaan » dans la documentation cunéiforme et hiéroglyphique. Le XIIe siècle av. J.-C. est une période de grands bouleversements, à laquelle succède durant le premier âge du fer une période d'émergence de nouvelles entités politiques et culturelles, et l'apparition de nouveaux peuples dont les origines sont par bien des aspects encore mal comprises (Israélites, Philistins, etc.).

### Âge du bronze moyen (v. 2000-1500 av. J.-C.)

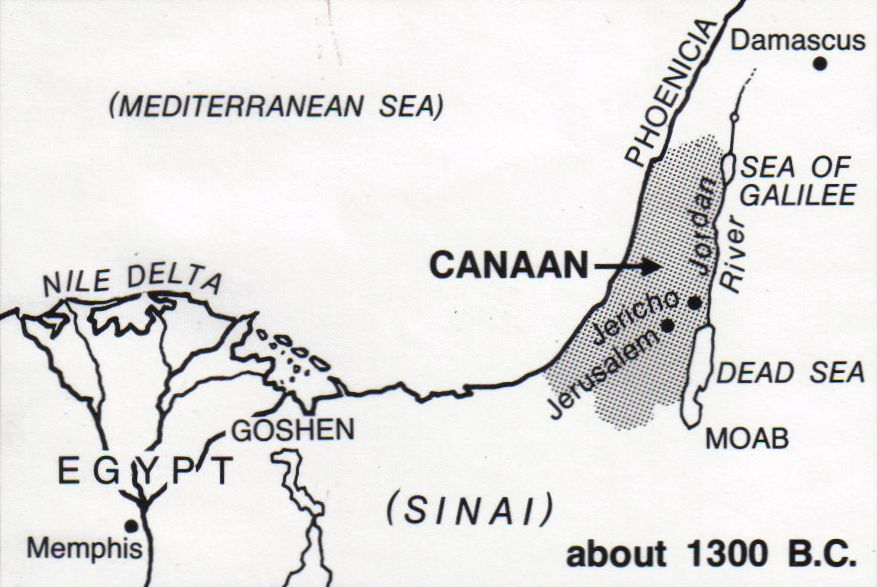
Carte approximative du territoire connu sous le nom de Canaan/Kinaḫḫu (vers 1300 av. J.-C.)

Le Bronze moyen du Levant sud est divisé en trois phases archéologiques, datées suivant une chronologie moyenne (dominante) ou basse :
- Bronze moyen I, v. 2000-1800 ou 1900-1700 av. J.-C.
- Bronze moyen II, v. 1800-1650 ou 1700-1600 av. J.-C.
- Bronze moyen III, v. 1650-1500 ou 1600-1500 av. J.-C.

#### Organisation politique et composition ethnique
Le Proche-Orient de la première moitié du IIe millénaire av. J.-C. est dominé par des dynasties d'origine amorrite, que l'on retrouve aussi bien en Syrie qu'en Haute et Basse Mésopotamie. Ce groupe de populations qui parlait une langue sémitique, attesté dès la fin du IIIe millénaire av. J.-C., est considéré comme originaire de Syrie, et constitue ces dynasties à partir du début du IIe millénaire av. J.-C..
Dans le Levant nord, cette situation est bien connue grâce aux archives de Mari (première moitié du XVIIIe siècle av. J.-C.), qui documentent l'existence d'une véritable koinè, sphère culturelle unissant les rois amorrites. Les plus puissants royaumes de la Syrie amorrite sont, en plus de Mari, Yamkhad (Alep) et Qatna. La situation au Levant sud est moins claire faute de textes. Seule Hazor a des relations diplomatiques attestées avec Mari, et a livré des textes cunéiformes (textes administratifs, commémoratifs, scolaires, épistolaires, et deux tablettes de recueil de lois) qui prouvent qu'elle fait partie, au moins de loin, de la koinè amorrite avec une organisation sans doute similaire à celle des royaumes syriens contemporains connus par les sources écrites.
Cette période voit un renouveau des sites urbains, le Levant méridional étant une région essentiellement rurale durant la dernière période du Bronze ancien, mais voit la disparition des premières agglomérations urbaines qui s'étaient épanouies au milieu du IIIe millénaire av. J.-C. L'explication traditionnelle, formulée initialement par Kathleen Kenyon, est que les Amorrites ont envahi la région, peut-être dès la fin du Bronze ancien, et installé des dynasties à la tête des « cités-États » se partageant Canaan, essentiellement attestée par les fouilles de leurs capitales supposées, donc les plus grands sites fortifiés de la période : Hazor, Ascalon, Acre, Tel Dan, etc. Pour le reste, l'attribution de ces royaumes à des dynasties amorrites repose essentiellement sur une culture matérielle qui est caractérisée comme relevant de ce groupe (suivant une interprétation qui fait correspondre des éléments matériels à un groupe ethnique, ce qui en pratique est loin d'être systématique), et censée avoir été adoptée par émulation par les populations locales soumises. Quant aux sources égyptiennes qui documentent la situation politique de la période au Levant sud, ce sont surtout les Textes d'exécration du Moyen Empire, qui maudissent par exemple les cités d'Ashkelon, Byblos, Ullaza, Arqa. Mais ils ne disent rien sur leur situation politique, en tout cas elles ne sont probablement pas vassales de l’Égypte. Sésostris III (v. 1878-1843 av. J.-C.) aurait également conduit une campagne contre Sichem, mais en dehors de cette attestation les relations avec la vallée du Nil ne semblent pas conflictuelles mais plutôt commerciales.
L'hypothèse amorrite a depuis lors été nuancée et contestée. Pour certains, l'influence du Levant nord sur le Levant sud est plutôt de nature culturelle, et due aux relations commerciales, donc l'explication par les invasions est infondée. D'autres durant ces dernières années ont mis en avant les éléments de continuité avec le Bronze ancien qui existent sur les sites du Levant sud, pour remettre en question l'idée d'une culture du Bronze moyen façonnée avant tout par des éléments extérieurs, et pour étudier plus avant les réactions locales aux influences extérieures.
L'origine des populations cananéennes est discutée, certains les voyant surtout comme les descendants de populations locales déjà établies au Levant méridional avant l'âge du Bronze, d'autres comme les descendants de populations ayant migré dans la région, notamment les Amorrites, ou éventuellement comme un mélange des deux . Le caractère pluriethnique de la région est souvent mis en avant .
Une étude génétique a porté sur les ossements crâniens de cinq « Cananéens » qui ont vécu à Sidon durant l'âge du bronze moyen, vers 1700 av. J.-C. Elle montre que ces habitants sont issus d'un mélange génétique entre les populations locales néolithiques du Levant et les anciennes populations iraniennes du Chalcolithique. Les chercheurs ont estimé l'époque de l'arrivée de la branche iranienne entre 6 600 ans et 3 500 ans, ce qui pourrait correspondre à l'empire d'Akkad. Cette ascendance chalcolithique iranienne et du Caucase de l'âge du Bronze semble augmenter dans le temps dans la population cananéenne. Ainsi, concluent-ils, « les Cananéens, définis selon les critères archéologiques et historiques, constituent un groupe cohérent sur le plan démographique »,.
Quant à l'interprétation de cette période comme étant celle des patriarches bibliques (Abraham, Isaac, Jacob), proposée par William Albright, elle n'est désormais plus admise par la majorité des archéologues et historiens. Ils renvoient les textes bibliques qui les mentionnent au contexte de leur rédaction, plus d'un millénaire plus tard, comme le prouvent divers anachronismes : par exemple, le fait que certains sites mentionnés dans ces versets n'étaient pas occupés au Bronze moyen (comme Tel Beer Sheva) alors que bien d'autres sites plus importants ne sont pas mentionnés, ou encore la mention de peuples qui n'existaient pas à cette époque (Araméens, Arabes, Chaldéens). Ils n'utilisent donc pas cette source pour expliquer la situation politique ou ethnique de l'âge du Bronze.

#### Une période d'urbanisation

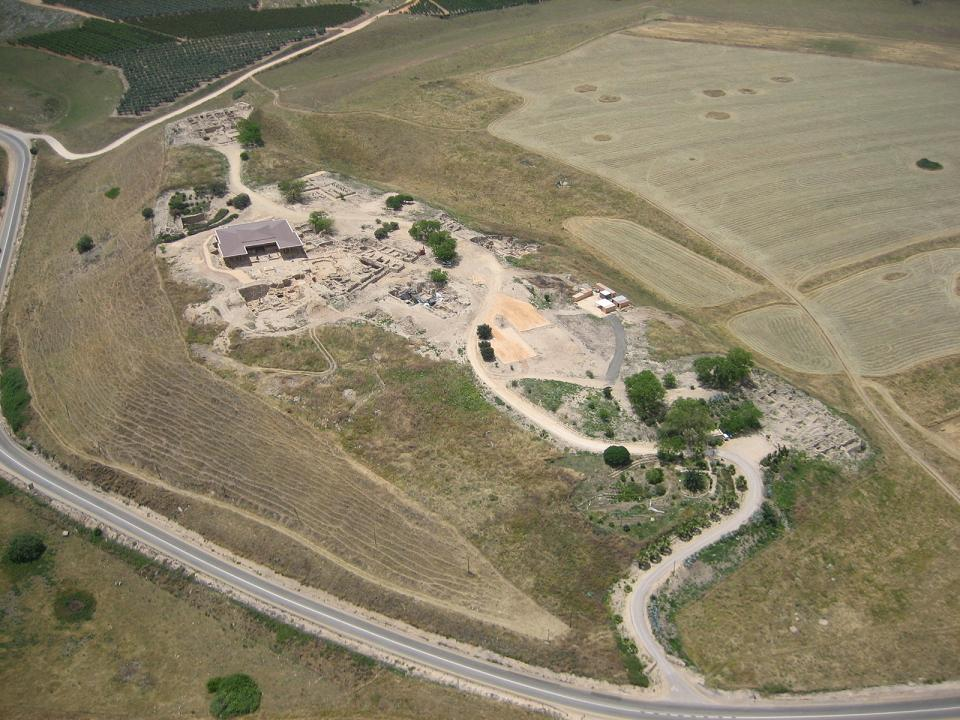
Vue aérienne du Tel Hazor (Israël).

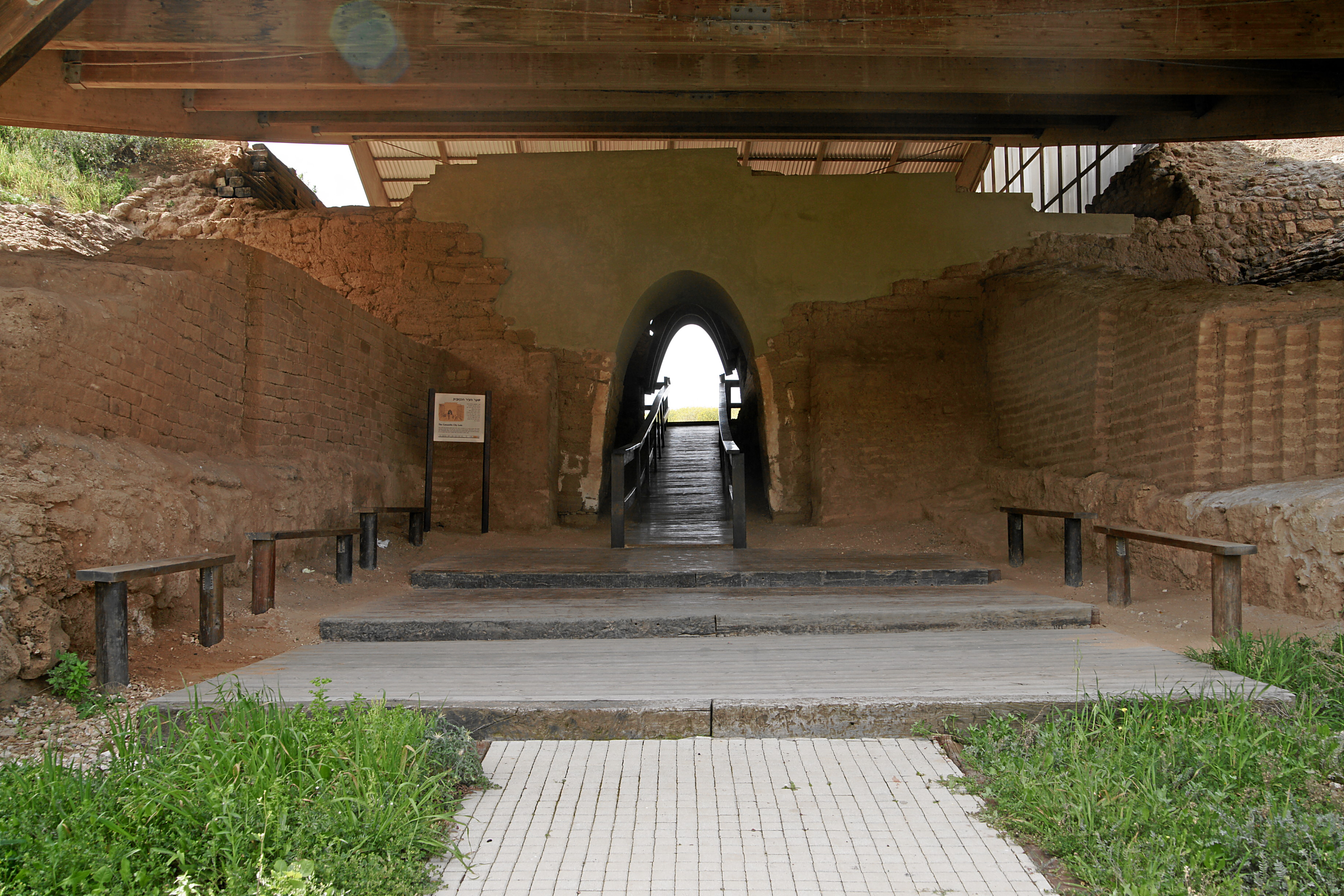
Ruines d'une des portes d'Ashkelon (Israël),

Le Bronze moyen est une période de nouvelle urbanisation du Levant méridional, après une crise de l'habitat urbain qui a marqué les derniers siècles du IIIe millénaire av. J.-C., laissant un peuplement rural. L'essor du peuplement se repère dès le début de la période, avec l'apparition de villages et de sites urbains le long de la côte et des grands axes de communication, en premier lieu les cours d'eau ; l'essor est moins marqué dans les régions intérieures et méridionales. Au Bronze moyen II et III, la croissance démographique se poursuit et concerne en premier lieu les sites urbains, qui concentrent une plus grande population et s'étendent : Hazor est la plus vaste cité, avec ses 80 hectares ; Gezer, Megiddo et Jéricho sont d'autres villes importantes. Cet essor semble se produire à certains endroits au détriment de l'habitat rural, par exemple autour de Kabri. Au Bronze moyen III, l'urbanisation s'étend aux terres hautes de l'intérieur : Sichem et Silo se dotent de fortifications, Hébron et Jérusalem sans doute également, signes que le pouvoir des élites locales se consolide à son tour . Au Liban en revanche, les éléments de continuité culturelle avec la fin du Bronze ancien sont plus saillants. Là aussi, la tendance est à l'urbanisation à partir du Bronze moyen I et surtout II : dans la plaine de l'Akkar, le nombre de sites augmente, mais les plus étendus ne mesurent que 5 hectares environ, ce qui reste très limité par rapport à la situation de la Syrie voisine, et sont sans doute les centres de petites entités politiques (Arqa, Kazel, Jamous). Une situation similaire s'observe dans la Beqaa, autour de Kamid el-Loz et Hizzin qui sont situés sur des axes commerciaux majeurs. Le port de Byblos reste la ville majeure de la région.
Ce phénomène d'urbanisation a fait l'objet de diverses interprétations, notamment des comparaisons avec la situation des civilisations urbaines de Syrie et de Mésopotamie. En effet, l'essor des villes cananéennes du Bronze moyen a souvent été mis au crédit d'une influence venue du nord, comme il a été vu plus haut, et non pas comme le produit de l'évolution locale. Cette opinion s'appuie notamment sur le fait que les éléments urbanistiques et architecturaux mis au jour sur ces sites (fortifications, palais, temples) dénotent une influence syro-mésopotamienne. Des spécificités liées au milieu du Levant méridional ont pu être mises en avant, comme le fait que les arrière-pays des villes ne semblent pas en mesure de soutenir une croissance de celle-ci équivalente à celle des villes syriennes et mésopotamiennes contemporaines. Néanmoins, mettre l'accent sur la taille des sites urbains n'est pas suffisant, leurs fonctions devant être prises en compte afin de mieux saisir les spécificités du phénomène urbain en Canaan.

L'organisation des villes cananéennes du Bronze moyen est manifestement inspirée de l'expérience syrienne, connue notamment par les fouilles d'Ebla et de Qatna. Les sites sont délimités par des fortifications massives, qui assurent sa défense, et plus largement intimident les ennemis en même temps qu'elles marquent symboliquement la présence d'une communauté, et du pouvoir de son dirigeant. L'architecture monumentale, les palais et les temples, participent d'une même logique. C'est sans doute à Hazor que l'influence syrienne se ressent le plus : la cité est dominée par une acropole fortifiée, où se trouvent un palais et des temples, donc l'emplacement semble déterminé de manière planifiée au Bronze moyen II, alors qu'avant ne devait s'y trouver qu'un village. C'est le secteur officiel de la ville, son centre de commandement. À ses pieds s'étend la ville basse. Les principaux éléments urbanistiques y sont préservés durant plusieurs périodes, signe de la capacité du pouvoir local à maintenir durablement son emprise sur l'urbanisme. À Megiddo, la transition vers le stade urbain semble se faire de façon plus graduelle : un système de fortification apparaît dans le courant du Bronze moyen I, puis un palais est érigé par la suite, et au moment du passage au Bronze moyen II le site fait l'objet d'un réaménagement plus important, avec une extension du système défensif. Le lieu de culte principal conserve la même position durant la période, en revanche le palais est déplacé plus au nord, localisation qu'il conserve durant le reste de l'âge du Bronze. Les plus petits sites ne sont pas forcément dépourvus d'architecture officielle. Pella, dans la vallée du Jourdain, dispose d'une muraille en briques de terre crue, et un temple de type migdol ; le petit site voisin de Tell al-Hayyat dispose également d'un sanctuaire, qui pourrait avoir été à l'origine de sa fondation, tandis que quelques kilomètres au sud Tell Abu Kharaz est au Bronze moyen III un petit site fortifié servant sans doute à contrôler la région.

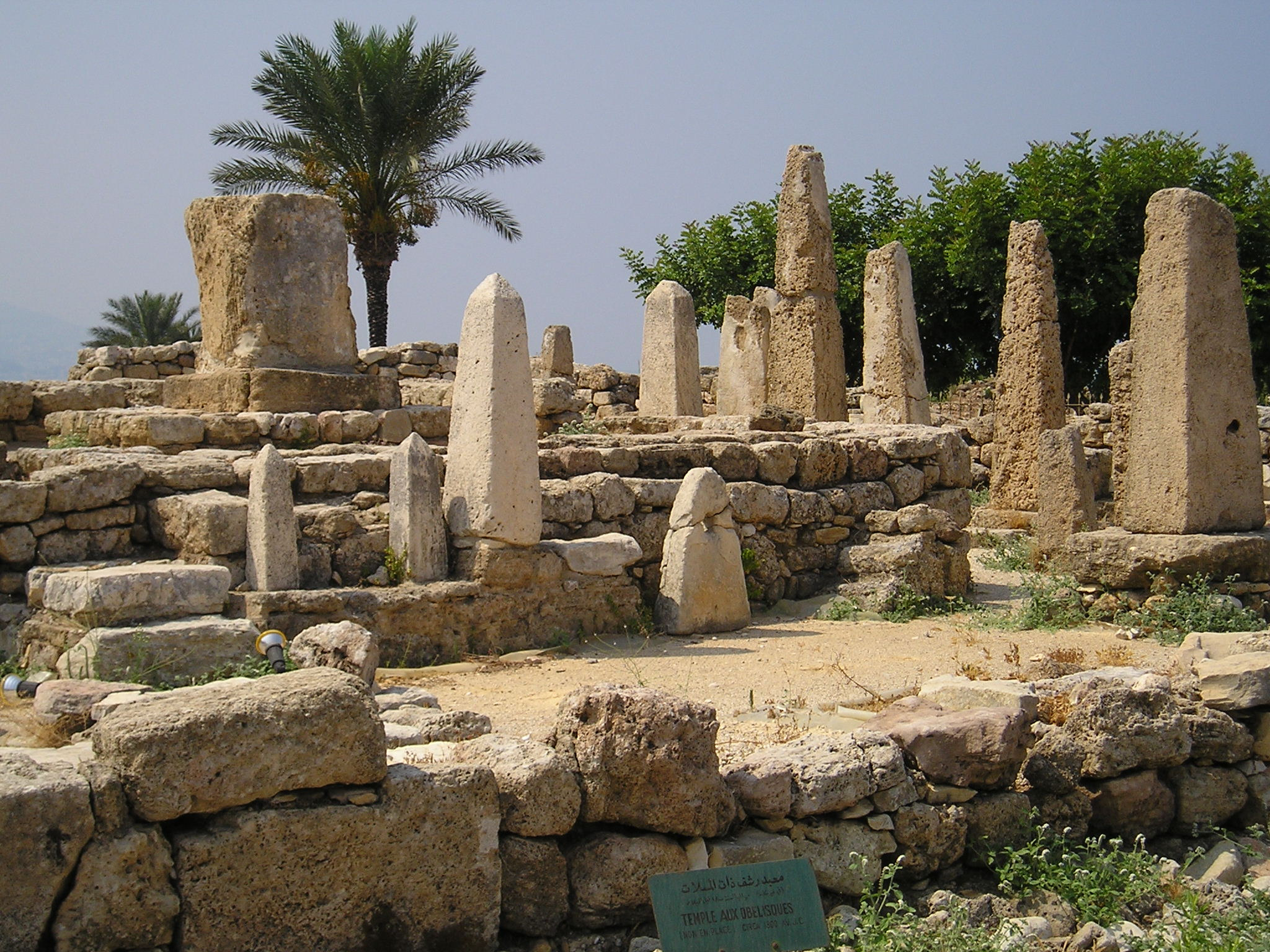
Le « temple aux obélisques » de Byblos (v.)

Au Liban, l'architecture urbaine de l'époque est connue surtout à Byblos. La ville est protégée par une enceinte massive disposant de tours de garde et de portes défensives monumentales. Beyrouth, Sidon et Kamid el-Loz étaient aussi fortifiées à cette période. Le temple aux obélisques de Byblos est l'édifice religieux le mieux préservé du Bronze moyen : comme son nom l'indique il est caractérisé par sa douzaine d'obélisques disposées dans sa cour ; le temple lui-même est érigé sur un podium et de plan tripartite, avec une cella dans laquelle est disposée une pierre symbolisant la présence divine. Un atelier voisin devait servir pour réaliser des objets que les fidèles vouaient dans l'édifice. Pour ce qui est de l'architecture profane, Tell el-Burak a livré un bâtiment administratif voire palatial du Bronze moyen I, et une partie d'un édifice officiel (temple ou palais) avec cour a été dégagée à Beyrouth. Quelques résidences ont été mises au jour sur plusieurs sites.

#### Relations avec l'extérieur

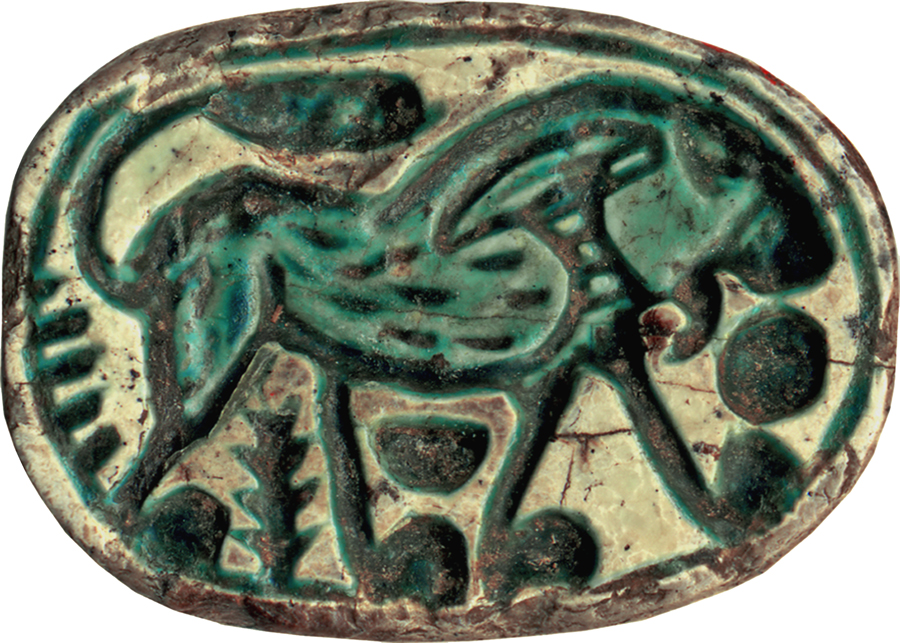
Scarabée gravé d'une représentation de lion marchant. Production de Canaan, provenance inconnue, v. 1650-1550 av. J.-C. Walters Art Museum (Baltimore).

Si on tient le début du Bronze moyen comme une période d'importantes influences venues du Levant nord, les sites cananéens de cette phase n'ont pas livré de matériel particulièrement abondant provenant de cette région. Il n'est certes par inexistant et constitué de céramiques peintes, d'armes et de sceaux-cylindres. Cela tend à relativiser l'impact septentrional. On trouve aussi des objets chypriotes sur les sites côtiers. Les relations avec l'Égypte ont laissé plus de témoignages, quoique là encore ils soient plutôt rares pour le Bronze moyen I. Il s'agit surtout de céramiques et de scarabées. Les différents témoignages matériels de relations avec la vallée du Nil et avec l'espace syro-mésopotamien se font plus courants durant les phases II et III du Bronze moyen, et des contacts semblent même établis avec le monde égéen. En Égypte, on trouve des traces d'imports cananéens, en particulier des jarres d'huile d'olive et de vin. Cela confirme l'intérêt croissant pour le Levant méridional qui transparaît dans les sources écrites égyptiennes de l'époque. Les plus notables sont les Textes d'exécration, des objets en céramique sur lesquels sont écrits les noms d'ennemis avérés ou potentiels, avec des malédictions proférées à leur encontre. Ils datent des XIIe et XIIIe dynasties, donc les XIXe – XVIIIe sièclee av. J.-C., et mentionnent plusieurs cités du Levant, permettant d'identifier les entités politiques de l'époque connues par les Égyptiens : par exemple Acre, Ashterot, Hazor, Megiddo, Pella, Ascalon pour le Levant sud, et Byblos, Tyr et Damas plus au nord. Les relations entre le Proche-Orient et l'Égypte ont surtout pour interface les cités côtières du Levant central, et en premier lieu Byblos. Le rôle de cette cité dans le commerce avec l'Égypte a été mis en évidence depuis longtemps, notamment par la découverte sur place d'objets inscrits au nom de pharaons de la XIIe dynastie, et par le fait que les souverains locaux se fassent octroyer le titre de haty-a, « gouverneur », que seuls les monarques égyptiens avaient pu leur conférer.
Les relations entre le Levant méridional et l'Égypte à la fin du Bronze moyen sont marquées par l'intrusion chez la seconde de chefs militaires venus du premier, qui ont reçu l'appellation de Hyksôs dans leur région d'arrivée, heka khasout en démotique, littéralement « chefs des pays étrangers », ou parfois aussi Amou, « Asiatiques ». Selon la tradition historiographique égyptienne, leurs rois ont fondé les XVe et XVIe dynastie égyptiennes. Leurs noms sont manifestement ouest-sémitiques. Cela a été interprété comme la conséquence d'une invasion hyksôs, placée dans la continuité de l'invasion amorrite supposée du Levant méridional. En fait, des populations venues de Canaan se sont installées dans le delta du Nil dès les XIIe et XIIIe dynasties, ce qui est en accord avec l'essor des contacts entre les deux régions durant cette période, et avec la plus grande présence de matériel de type cananéen sur le sol égyptien. La prise de pouvoir des rois hyksôs pourrait donc être un phénomène plus progressif que soudain, initié par des populations installées en Égypte depuis plusieurs générations. Les habitants de Canaan ont eu des contacts réguliers avec ceux des royaumes hyksôs, mais il ne faut pas pour autant envisager d'État allant du Levant méridional jusqu'au delta du Nil,.

### Âge du bronze récent (v. 1500-1200 av. J.-C.)
Du point de vue archéologique, cette période est découpée en plusieurs séquences, reposant en grande partie sur la périodisation du Nouvel Empire égyptien :
- Bronze récent/tardif IA, v. 1550-1479 av. J.-C. (ou transition Bronze moyen-Bronze tardif v. 1550-1500) ;
- Bronze récent/tardif IB, v. 1479-1375 av. J.-C. ;
- Bronze récent/tardif IIA, v. 1375-1300 av. J.-C. ;
- Bronze récent/tardif IIB, v. 1300-1190 av. J.-C.
- Bronze récent/tardif III/Fer IA, v. 1190-1140 av. J.-C.

#### La domination égyptienne

Localisation des principales cités du Levant au début de l'époque des archives d'Amarna (avant les conquêtes hittites), avec les limites supposées des trois « provinces » égyptiennes selon la reconstitution classique.

Les Hyksôs sont vaincus en Égypte par les rois de Thèbes, Kamosé et Ahmosis, ce dernier étant le fondateur de la XVIIIe dynastie. Les vaincus se réfugient à Canaan, ce qui indique une nouvelle fois la force des liens qu'ils avaient conservé avec cette région, et ils y sont poursuivis. Les campagnes d'Ahmosis enclenchent une dynamique qui aboutit à la mise en place d'une domination égyptienne sur une majeure partie du Levant, qui dure durant tout le Nouvel Empire. Du point de vue géopolitique, l'âge du bronze récent du Proche-Orient est marqué par la constitution de sphères de domination plus importantes que par le passé. Les royaumes du Levant passent sous la domination de puissances extérieures, les « grands rois » : l’Égypte, le Mittani, les Hittites. Dans cet ordre politique, les vassaux à la tête des royaumes levantins sont donc des petits rois, devant fidélité et obéissance à leur suzerain, comme cela ressort des lettres des vassaux de l’Égypte retrouvées dans la correspondance internationale d'Amarna. Les cités cananéennes sont soumises sans discontinuité durant toute la période aux Pharaons, qui ne rencontrent pas de rival au Levant méridional, à la différence de ce qui se passe plus au nord où les affrontements entre grandes puissances sont plus courants, le point d'orgue étant la fameuse bataille de Qadesh. De ce fait, le Bronze récent du Levant sud est souvent envisagé sous le prisme égyptien, cette région étant vue comme une périphérie du Nouvel Empire.
Du point de vue archéologique, la transition entre le Bronze moyen et le Bronze récent, qui s'effectue dans le courant de la seconde moitié du XVIe siècle av. J.-C. suivant la chronologie moyenne, est marquée par des destructions attribuées par le passé aux campagnes d'Ahmosis, désormais plutôt à des conflits internes, aussi à des incursions de Nomades voire des catastrophes naturelles. On trouve certes une trace de présence égyptienne de cette époque à Tell el-Ajjul, sans doute l'antique Sharuhen où se déroule l'affrontement final contre les réfugiés Hyksôs, mais la domination égyptienne sur le Levant méridional ne se met réellement en place que plus tard, sous Thoutmôsis III. Sa victoire à Megiddo (v. 1457 av. J.-C.) contre les cités cananéennes appuyées par le Mittani est décisive dans ce processus. Des garnisons égyptiennes sont établies dans plusieurs villes stratégiques au sud de Canaan, comme Jaffa, Gaza et Beth Shean, mais la domination est encore contestée, comme l'atteste la destruction de Jaffa à la fin du Bronze récent I. Un phénomène similaire s'observe plus au nord, dans le Liban actuel, où la vallée de la Beqaa en particulier devient un axe à contrôler, car ouvrant la voie vers la Syrie intérieure.

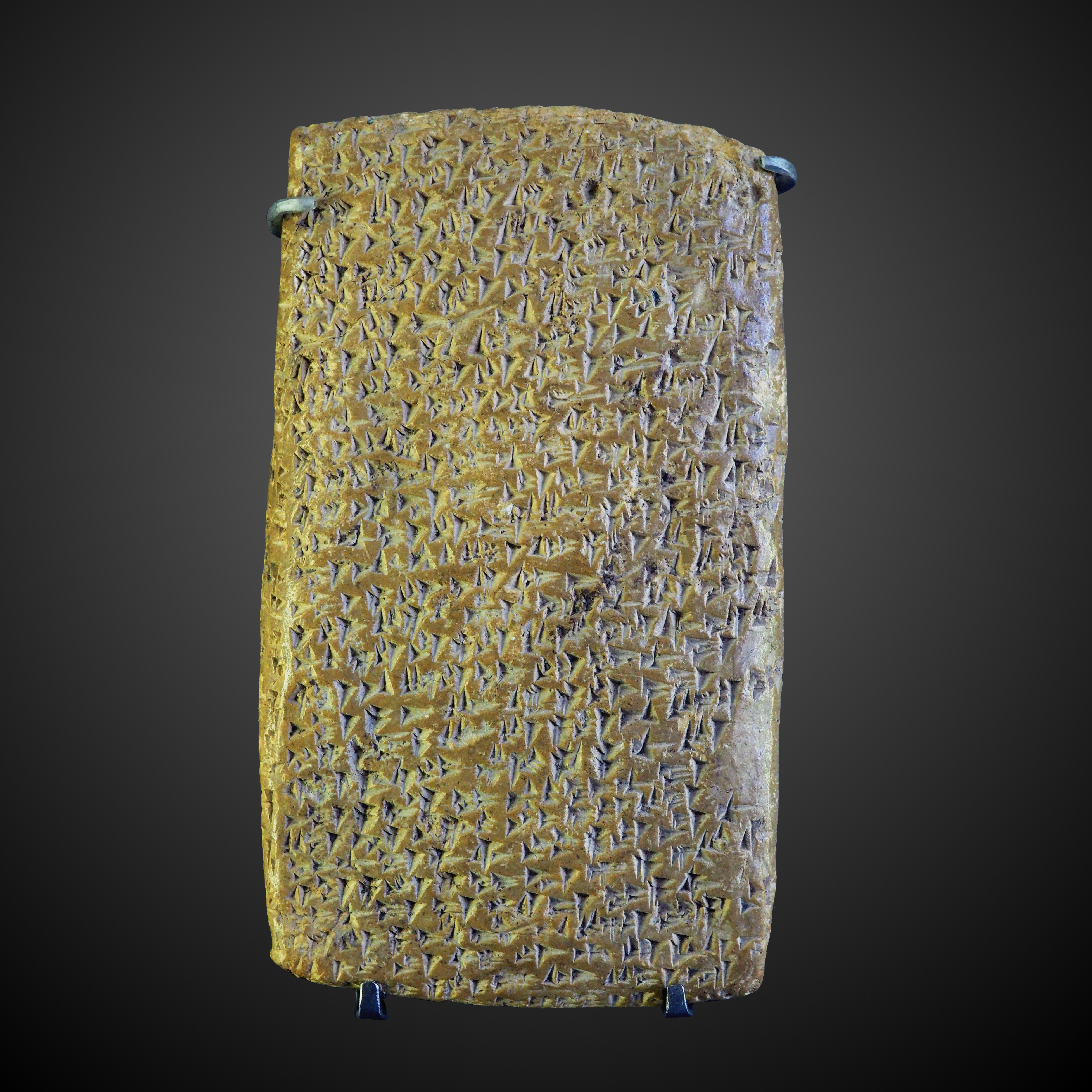
Une des lettres d'Amarna, missive adressé au Pharaon par le roi Rib-Adda de Byblos (EA 262). (Musée du Louvre)

La situation politique de la région par la suite est documentée par les lettres d'Amarna. Il s'agit d'une correspondance diplomatique d'Amenhotep III et Akhénaton, qui comprend des missives échangées entre les grands rois et avec leurs vassaux cananéens : on y trouve les rois de Gath, Shechem, Jérusalem, les cités de Gaza, Ashkelon, Gezer, Lakish. Selon la reconstitution courante de la domination égyptienne au Levant, trois provinces sont établies à l'époque d'Amarna : Canaan au sud, Amurru au nord-ouest et Apu à l'est. Chacune a une capitale où est établi un gouverneur avec une garnison, pour contrôler les rois vassaux et prélever le tribut, ce qui suppose donc une présence administrative complémentaire. Pour Donald Redford cependant, il y aurait quatre provinces, avec des représentants du pouvoir égyptien qui exerceraient leur fonction de façon plutôt itinérante.
L'un de ces sièges provinciaux, Kamid el-Loz, l'ancienne Kumidu (contrôlant l'Apu), a été dégagé dans la Beqaa. La dynastie locale y est remplacée à cette période par des gouverneurs, et le site, fortifié, abrite un palais où des archives de l'époque ont été mises au jour, une garnison de soldats et sert de relai sur l'axe conduisant à la Syrie. Son gouverneur intervient à Byblos pour appuyer le vassal de l'Égypte qui en a été évincé, mais par la suite la ville est passe aux mains d'Aziru d'Amurru, un vassal de l'Égypte qui finit par se ranger du côtés des Égyptiens.
Les lettres d'Amarna ont été interprétées diversement pour savoir si elles révélaient ou non une emprise égyptienne affaiblie : les rois vassaux sont souvent opposés dans des querelles entre eux, voire en conflit. Ils protestent de leur loyauté à l'Égypte, ce qui peut être vu comme une preuve de solidité du système de domination, ou bien comme des discours de langue de bois. Sans doute, le pouvoir égyptien est-il intéressé par la stabilité de sa domination, et les menaces qui pèsent pour lui (les Hittites) se situent plus au nord, en Syrie, où la situation tourne au désavantage des monarques égyptiens. Le fait que les dynasties suivantes cherchent à renforcer leur emprise sur Canaan pourrait indiquer que la période d'Amarna est une phase d'affaiblissement.

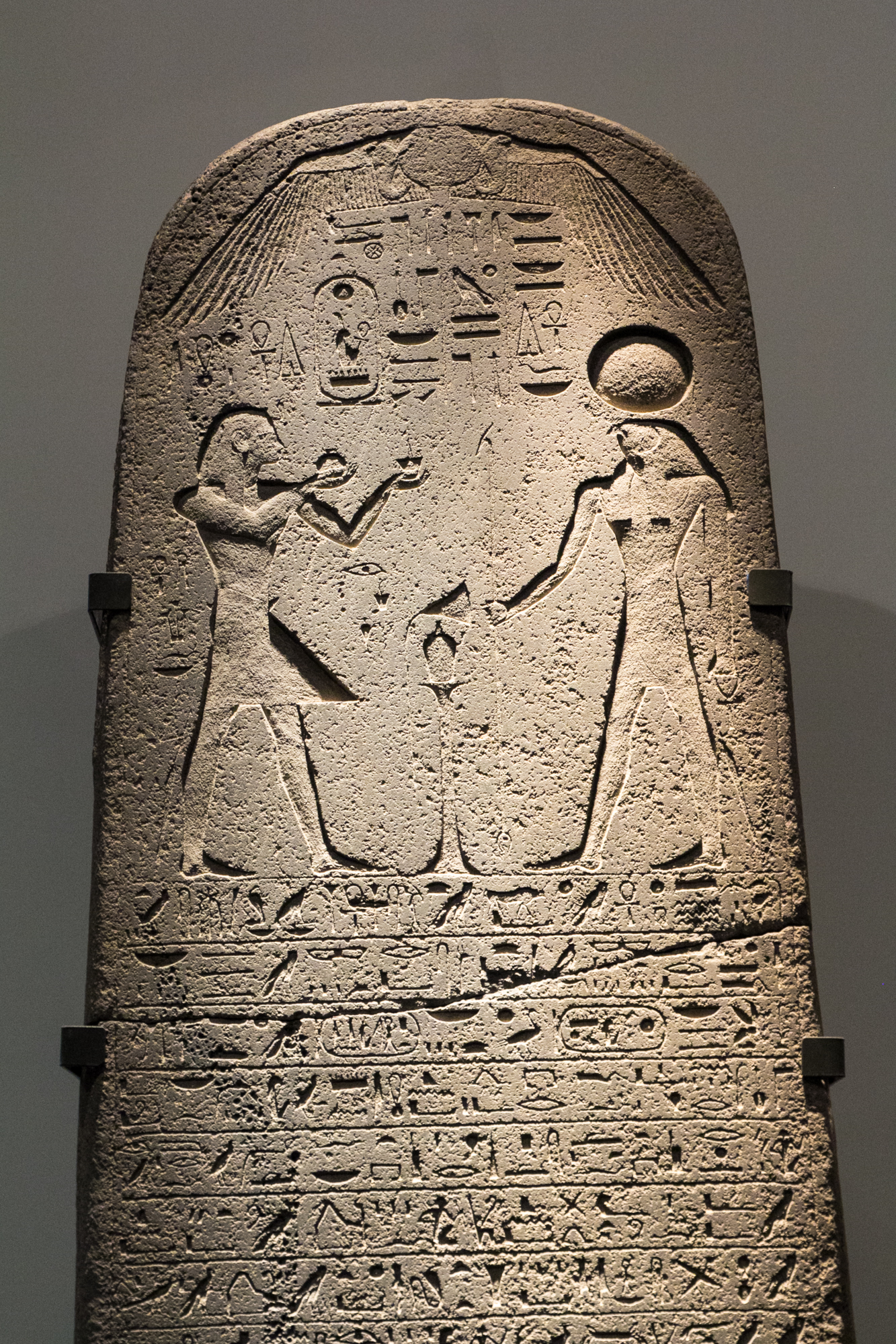
Sommet d'une stèle de Séthi Ier mise au jour à Beth Shean (Musée d'Israël)

De fait, tout indique que la domination impériale se renforce au début de la XIXe dynastie. Séthi Ier conduit plusieurs campagnes dans la région. À l'époque de son fils Ramsès II, la région semble fermement tenue, et cela se poursuit jusqu'à la XXe dynastie, sous Ramsès III. Plusieurs garnisons semblent consolidées, telles que Beth Shean et Jaffa, et la présence d'inscriptions royales dans la première traduit une volonté de rendre le pouvoir plus présent. De nouveaux forts égyptiens sont érigés sur la plaine côtière et dans la Shéphélah (Tell el-Farah sud, Tell Sera, Gezer, Aphek), ainsi que des bâtiments administratifs (Aphek, Tell Mor, Deir el-Balah), où se côtoient cultures matérielles égyptienne et cananéenne, couramment considérés comme des lieux de résidence de sortes de gouverneurs, certains ayant livré des documents fiscaux.

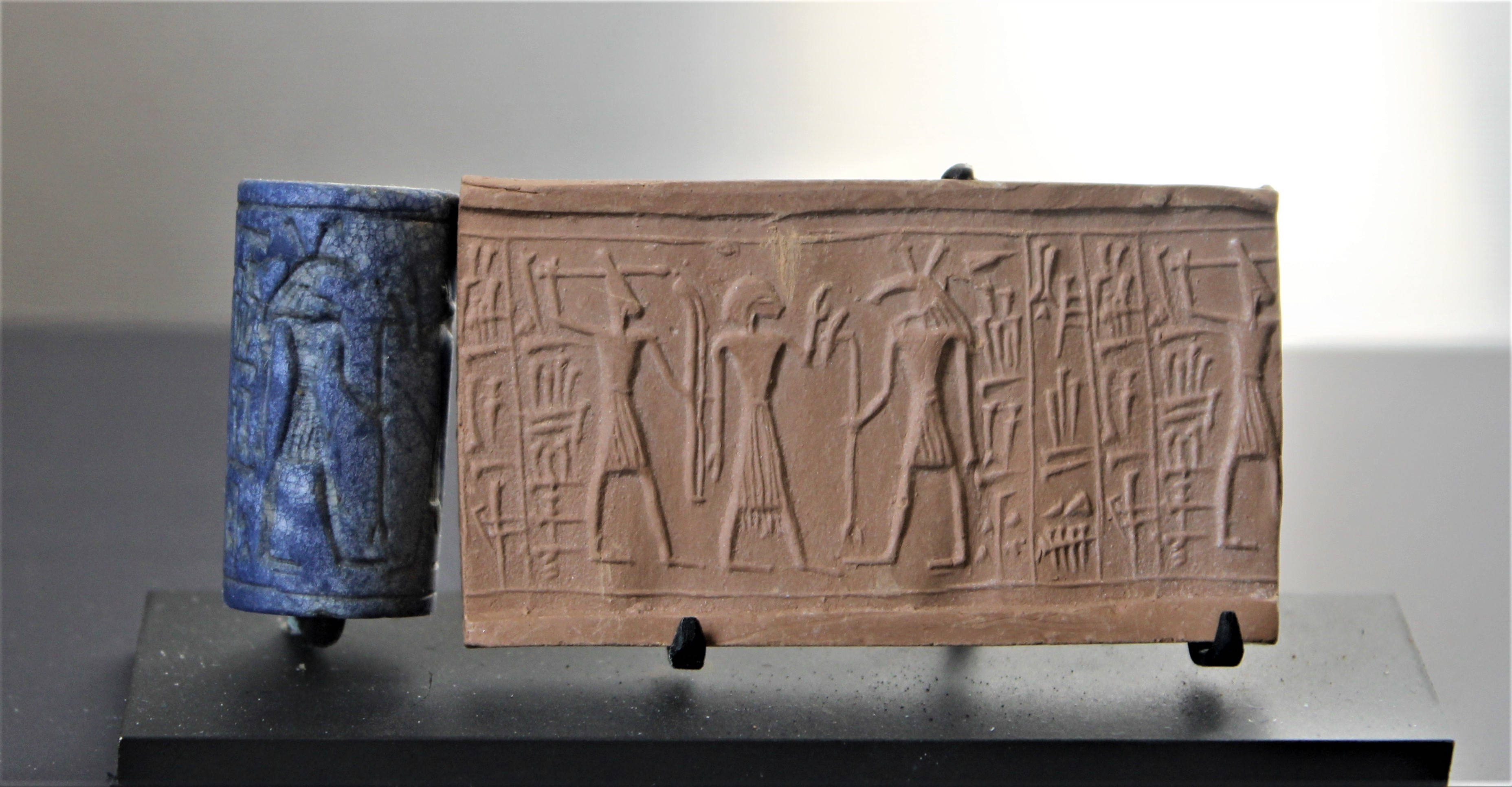
Sceau-cylindre du roi Addumu de Sidon, reprenant une iconographie d'inspiration égyptienne. (musée du Louvre)

La nature de la domination égyptienne et de son influence politique et culturelle font l'objet de nombreuses discussions. Cette expansion a plutôt été vue comme un « impérialisme » (à la suite notamment de B. Kemp, D. Redford), mais pas comme une entreprise coloniale. Mais reste à qualifier la nature et l'intensité de cet impérialisme : le contrôle était-il formel, direct, ou bien plus informel et reposant avant tout sur une émulation culturelle volontaire des élites locales (idée émise par Carolyn Higginbotham). Sans doute les deux explications peuvent se combiner, et varier selon les sites. Dans certains cas, il y a manifestement des implantations égyptiennes, le pouvoir égyptien s'étant sans doute appuyé sur une présence directe, mais aussi sur une intégration des élites locales. Cependant la présence égyptienne au Levant sud est moins forte qu'en Nubie, où l'on peut parler de contrôle direct et de colonisation. Au Levant, les Égyptiens rencontrent des sociétés urbaines similaires à la leur, et ne cherchent pas à bousculer leurs structures sociales et administratives. Ils préfèrent se reposer en partie sur les structures en place, recrutant des hommes du cru pour diriger leurs affaires. Cette situation est facilitée par le fait que les contacts entre les deux pays sont établis de longue date, nombre d'« Asiatiques » résidant dans la vallée du Nil. La logique centre / périphérie est peut-être plus explicative. La situation peut du reste avoir évolué au cours du temps, et les traces d'un contrôle direct semblent plus fortes sous Ramsès III, après un renforcement constaté sous la XIXe dynastie.
Un dernier point en rapport avec les relations entre l'Égypte et le Levant méridional a fait couler beaucoup d'encre : celui de l'historicité et de la datation de l'Exode relaté dans la Bible. Une vision répandue l'a daté du règne de Ramsès II, bien que le texte biblique ne fournisse pas le nom du pharaon qui aurait été impliqué dans ces événements. L'interprétation aujourd'hui dominante chez les historiens et archéologues (en dehors des milieux les plus conservateurs) est que ce récit aurait été écrit au plus tôt au VIIIe siècle av. J.-C. Il a au mieux une ressemblance lointaine avec des événements et personnages réels (vu la fréquence des relations entre les deux régions à cette période) ; il est impossible d'admettre qu'un nombre massif de personnes ait migré depuis l’Égypte vers Canaan lors d'un tel épisode.

#### Réorganisation du peuplement et des lieux de pouvoir
Après les destructions des villes de la fin du Bronze moyen, le nombre de sites occupés décroît, leur taille moyenne aussi, la plupart des grands sites urbains n'étant pas reconstitués. Hazor reste le site le plus vaste, avec environ 80 hectares avec sa ville basse, les autres villes étant bien plus modestes, entre 25 et 60 hectares. Les traces de murailles érigées à cette période sont très limitées, ce qui ne veut pas forcément dire que les villes ne sont plus fortifiées, car elles ont pu utiliser les murailles du Bronze moyen.
Au Levant central, la situation est moins bien connue, mais le réseau semble dominé par des villes (Arqa, Beyrouth, Kamid el-Loz, Tyr, Sidon, Byblos), assurément dotées de puissantes murailles, dominant un ensemble de villages, avec des occupations surtout fortes dans les plaines côtières de Tyr et d'Akkar, et la plaine intérieure de la Beqaa.
Au sud, s'observe une plus forte concentration que par le passé autour de la plaine côtière et des vallées intérieures, tandis que les hautes terres centrales et la plaine de Beer-Sheva ont une densité d'occupation bien moindre que par le passé. La phase II du Bronze récent voit un essor de certains sites, peut-être le signe d'une reprise, ou alors simplement la conséquence de l'augmentation des implantations du pouvoir égyptien, donc un phénomène initié de l'extérieur. Il en résulte que le réseau urbain du Bronze récent est dominé par des sites plus petits que durant la phase précédente, ce qui semble indiquer que les entités politiques sont moins vastes et intégrées, sans doute aussi plus nombreuses et fragmentées. Les spécialistes ne s'accordent pas sur leur nombre, avec des estimations qui oscillent pour le seul Levant sud entre 13-14 et 22-27, donc en gros autour de la vingtaine à l'époque des lettres d'Amarna. Il y a également des divergences quant à savoir s'il s'agit d'États territoriaux frontaliers les uns des autres, ou bien s'il y a des zones inoccupées ou parcourues par des nomades entre eux. Il faut également tenir compte de la présence de lieux de pouvoir égyptiens (garnisons, résidences de gouverneurs, aussi des sanctuaires). Peut-être la plus grande division politique résulte-t-elle de la domination égyptienne, d'une volonté de diviser pour mieux régner, et aussi de l'appropriation des points de contrôle principaux des grands axes de communication et de nombreuses terres et autres richesses. Cette nouvelle situation pourrait avoir bénéficié aux populations rurales, renforcées par l'affaiblissement des élites urbaines locales, et aussi aux groupes nomades, comme les Bédouins appelés « Shasou » dans les textes égyptiens. Dans les textes de l'époque apparaissent aussi à plusieurs reprises des groupes de populations apparemment en situation marginale, voire dissidentes, les Apirou.
Sur le plan matériel, la société cananéenne du Bronze récent semble plutôt cohérente du point de vue socio-économique, même si des divergences dans les pratiques funéraires et lieux de culte, ainsi que dans l'architecture et la poterie, pourraient indiquer une certaine diversité sociale, sinon ethnique. La domination égyptienne est sans doute un facteur d'unification culturelle. De plus, on peut aussi distinguer une séparation entre la partie méridionale de Canaan où l'influence égyptienne est plus forte, et celle du nord qui est plus proche culturellement de la Syrie,.

#### Échanges avec l'extérieur

La situation géopolitique du Moyen-Orient vers 1200 av. J.-C., à la fin du Bronze récent.

Le Bronze récent est une période d'intensification des contacts entre les différentes régions du Moyen-Orient et de la Méditerranée orientale, qu'il s'agisse de diplomatie, de commerce ou de relations culturelles, avec notamment l'apparition d'un « style international » dans l'art, servant à marquer et consolider le prestige des élites de l'époque. Cette situation a pu être présentée comme un « système-monde », voire une « globalisation ». Plus précisément pour ce qui concerne Canaan, la domination égyptienne se traduit par des liens plus forts avec cette dernière, qui contrôle sans doute le commerce international, et centralise aussi certaines productions comme des céramiques.
C'est encore une fois le Levant central qui est le mieux intégré dans ces réseaux d'échanges, à partir des ports de Tyr, Byblos, Sidon et Beyrouth, qui ont livré des objets provenant du Levant sud, d'Égypte, de Syrie, d'Anatolie, de Chypre et du monde égéen mycénien. Mais un site intérieur comme Kamid el-Loz, relai du pouvoir égyptien, a aussi des contacts avec ces différentes régions. Les vases inscrits au nom de Pharaons devaient circuler dans le milieu des élites dirigeantes, probablement obtenus par des contacts politiques ou diplomatiques, servant à renforcer la légitimité de ceux qui les recevaient et participant à l'« égyptianisation » de ce milieu. En revanche les céramiques chypriotes et mycéniennes semblent se diffuser plus largement.
Le Levant sud est concerné par ces réseaux d'échanges à un degré moindre, mais des produits de provenance extérieure, en particulier la céramique chypriote, s'y retrouvent. Les marchands et marins de l'époque devaient agir comme des sortes d'intermédiaires dans les échanges entre élites des différentes régions connectées, le commerce étant alors largement aux mains du pouvoir. Mais ils devaient aussi concourir à faire parvenir les réseaux à longue distance jusque dans des cadres moins formels et encadrés.
Le dynamisme des échanges de biens de cette période est documenté par la riche cargaison de l'épave d'Uluburun (Turquie), échouée vers -1300. Son port d'origine est probablement au Levant, en pays « cananéen »,dans le voisinage du mont Carmel, si on en juge par la provenance de ses ancres et de ses jarres. il s'agit peut-être de Tell Abu Hawam, le port desservant Megiddo, dont les fouilles ont livré un important matériel mycénien. En tout cas, le navire se dirigeait vers la Grèce, depuis Canaan et/ou Chypre. Il témoigne du fait que la région servait de centre de redistribution de produits venus de divers horizons : le cuivre chypriote domine, mais on trouve aussi de l'étain importé d'Asie centrale, de la résine de pistachier térébinthe de la vallée du Jourdain, de la joaillerie fabriquée à Canaan avec de l'argent d'Anatolie, du bois d'ébène d'Afrique orientale qui a transité par l’Égypte, des céramiques chypriotes, des lingots et perles de verre d’Égypte et de Syrie, etc. une partie de la cargaison étant transporté dans les jarres dites « cananéennes » qui sont le contenant par excellence de la période (un ancêtre des amphores). Vu la richesse de la cargaison, il s'agit plus probablement d'un témoignage des échanges de biens entre élites, peut-être dans un cadre diplomatique, que d'un commerce privé.

### Fin de l'âge du bronze et début de l'âge du fer (v. 1200-900 av. J.-C.)
Du point de vue chronologique, cette période est divisée en plusieurs phases :
- transition âge du Bronze/âge du Fer, v. 1200/1190-1140 av. J.-C. ;
- âge du Fer IA, v. 1150/1140-1050 av. J.-C. ;
- âge du Fer IB, v. 1050-1000/980 av. J.-C. et en général plus, jusqu'à 920 av. J.-C. au maximum (la datation de la fin de la période est très débattue) ;
- parfois une transition Fer I/Fer II au Xe siècle av. J.-C. (jusqu'en 925-900 av. J.-C.).

#### Fin de la domination égyptienne et crise de la fin du Bronze récent

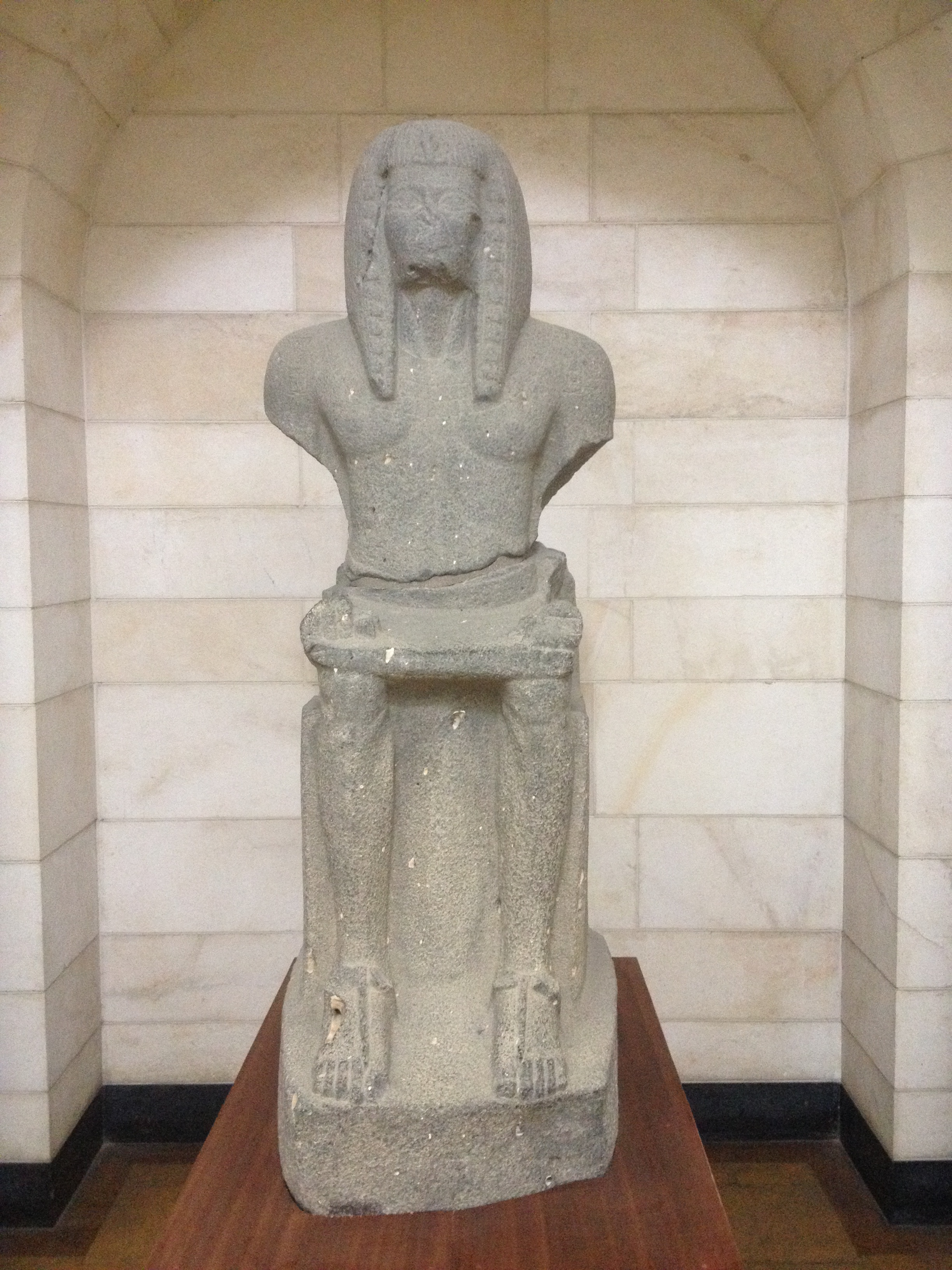
Statue de Ramsès III provenant de Beth Shean (Autorité des antiquités d'Israël)

C'est sous la XXe dynastie que la domination égyptienne à Canaan prend fin. Ramsès III est encore actif dans la région, puisqu'on trouve des traces de constructions administratives à Beth Shean pour son règne, et aussi des inscriptions de cette époque sur d'autres sites (Lakish, Tel Sera). Mais ces implantations égyptiennes disparaissent par la suite, laissant un vide politique. Ce retrait prend place dans un contexte plus large, généralement caractérisé comme une « crise » ou un « effondrement » qui marque la fin de l'âge du bronze. Elle voit non seulement la fin du Nouvel Empire égyptien et de sa domination sur Canaan, mais aussi celle de l'empire hittite, et de nombreux royaumes levantins, en premier lieu Ugarit, et laisse un début de l'âge du fer particulièrement mouvementé. Traditionnellement, on tend à imputer ces changements à des mouvements de population, à commencer par ceux des « Peuples de la mer » que combat Ramsès III, aussi les Israélites dans le Canaan intérieur, et les Araméens en Syrie et Haute Mésopotamie. Le vide politique qui s'instaure aurait profité à ces groupes qui auraient éliminé les royaumes en place, et instauré progressivement leurs propres entités politiques. Dans ce même mouvement, les échanges à longue distance et le caractère « globalisé » du Bronze récent s'amenuisent, un retour au local s'accomplit à peu près partout.
Les causes de cet effondrement ont fait couler beaucoup d'encre : les « invasions » comme celles des Peuples de la Mer ont dominé dans les scénarios catastrophistes, même si elles peuvent aussi être vues comme une conséquence de la crise, des désastres naturels (séismes) ou climatiques (sécheresses prolongées) ont aussi été invoqués ; d'autres interprètent le fait que la crise soit aussi généralisée comme un témoignage de sa nature « systémique », donc une crise avant tout interne, liée à une pluralité de facteurs (crise sociale, épidémies, manque de terre, fin des échanges à longue distance, etc.). Dans une même veine, l'aspect cyclique des civilisations antiques a pu aussi être mis en avant, et dans ce cadre l'ordre de l'âge du Bronze aurait en quelque sorte atteint sa date limite. D'une manière générale, on s'oriente vers des interprétations moins catastrophistes de cette période, les destructions n'étant pas généralisées, et certaines régions semblant profiter des évolutions économiques et politiques (comme les cités de la côte libanaise) alors que d'autres moins (la côte syrienne) : il n'y a donc pas que des perdants. D'une manière générale, l'effondrement concerne avant tout les élites des grands royaumes du Bronze récent, qui dirigeaient ceux-ci et animaient les réseaux d'échanges à longue distance pour des besoins essentiellement somptuaires. Avec la restructuration des sociétés et économies qui en résulte, les entités politiques sont moins importantes, les échanges internationaux moins intenses (mais pas inexistants), le monde est plus fragmenté que par le passé. C'est cette situation qui fait le lit de l'émergence de nouvelles ethnies et entités politiques qui caractérisent le Levant de l'âge du Fer.

#### Une période de recompositions sociales et ethniques

Localisation des principales villes du Levant de la fin du et de la première moitié du

Les découvertes archéologiques, combinées aux sources textuelles (essentiellement datées des périodes postérieures), ont depuis longtemps mis en avant l'importance des bouleversements ayant lieu au Levant durant la fin de l'âge du bronze et le début de l'âge du fer. Du point de vue politique et social, c'est une période qui voit des transformations et recompositions complexes, avec des phénomènes très fluides : décentralisation maintenant qu'il n'y a plus de grande puissance pour dominer la région, donc une plus grande importance du niveau local ; peut-être un temps plus égalitaire que par le passé avec la fin de beaucoup de royaumes ; en tout cas les transformations dans la culture matérielle sont visibles partout. Cette période pose les jalons des entités politiques du Levant de l'âge du fer, des âges biblique et classique. Le Canaan de l'âge du bronze, dominé politiquement par les Égyptiens, laisse progressivement la place à plusieurs entités culturelles et ethniques (phénomène d'ethnogenèse) qui reprennent au moins en partie son héritage, mais doivent aussi une portion plus ou moins large de leur culture à l'intrusion d'éléments extérieurs : les Philistins sur la côte sud, les Phéniciens sur la côte nord, les Israélites dans les hautes terres intérieures, mais aussi plusieurs autres entités en Transjordanie (futurs royaumes d'Édom, Moab, Ammon), et les Araméens en Syrie intérieure (Damas étant leur implantation méridionale majeure).

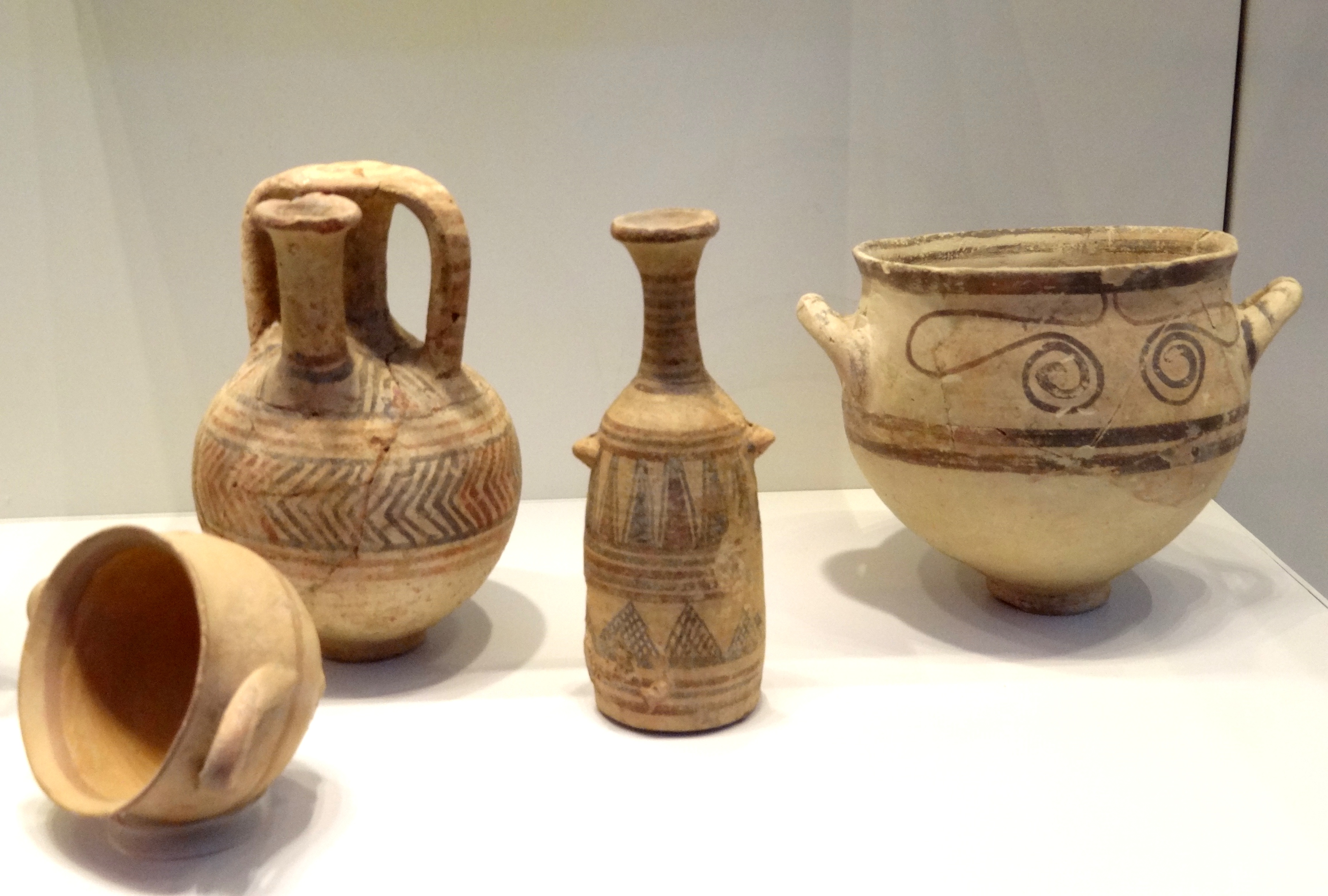
Poterie peinte monochrome de type « philistine I » (Musée d'Israël)

Les Philistins sont généralement tenus pour être un groupe originaire du monde égéen, voire de l'Asie mineure, avec aussi de forts liens avec Chypre, qui leur aurait servi de point d'étape avant leur arrivée sur la côte sud du Levant. En tout cas, c'est dans ces régions que les quelques textes abordant le sujet semblent situer leurs origines. Leur implantation en Canaan s'accompagne de l'apparition d'une poterie dite « philistine », de style mycénien et/ou chypriote, mais produite localement. Les Philistins font partie des Peuples de la Mer affrontés par Ramsès III, et selon l'opinion la plus courante, ils se seraient installés sur la côte levantine après avoir été repoussés d'Égypte. On y voit des groupes de maraudeurs, peut-être des sortes de pirates, venus de divers horizons, des guerriers accompagnés de leurs familles, peut-être arrivés en plusieurs vagues. La datation de leur implantation est loin de faire consensus, certains la situant dès le règne de Ramsès III, ce qui en ferait donc une cause de l'effondrement de la domination égyptienne, d'autres plus tard, auquel cas elle accompagnerait et profiterait de ce départ. La présence philistine se repère sur les principales cités de la partie occidentale du Levant sud, Gezer, Gath, Ashkelon, Gaza et Yursa, seule Lakish semble abandonnée. L'arrivée des Philistins semble bien avoir un aspect violent en plusieurs endroits, sans forcément être accompagnée de l'immigration d'un grand groupe de population. Quoi qu'il en soit, la population de la région n'est pas décimée ou remplacée, au contraire les arrivants se mélangent à elle, et rapidement une synthèse se forme dans la culture matérielle entre le substrat local cananéen qui prend le dessus, et les influences égéennes/chypriotes qui subsistent dans certains domaines, mais se font de plus en plus timides au fil de temps.
Pour ce qui concerne l'intérieur, le phénomène le plus mis en avant est celui de l'émergence des Israélites dans les hautes terres. Comme vu plus haut, les archéologues et historiens ont abandonné l'idée de considérer l'Exode et la conquête de Canaan par les Hébreux, tels que racontés dans la Bible, comme des faits historiques. Mais divers éléments, en premier lieu la mention d'une entité couramment identifiée comme Israël dans une inscription sur une stèle du roi égyptien Mérenptah (v. 1200 av. J.-C.) font que l'existence de celui-ci à la fin du Bronze récent est jugée probable. Mais c'est une « autre sorte d'Israël (qui) est manifestement en train de se développer, que l'archéologie est en train de révéler » (L. Grabbe). La manière dont se sont constituées les premières communautés Israélites (ou « proto-Israélites »), dans les hautes terres du Levant méridional, sont très discutées, notamment la question de savoir dans quelle mesure elles sont descendantes des Cananéens de l'âge du bronze. Il y a des continuités indéniables, mais au-delà de ce constat, l'archéologie ne pourra probablement jamais répondre à la question de savoir à partir de quand et où des gens se sont désignés eux-mêmes « Israélites » et combien l'ont fait. Ce qui s'observe, c'est une augmentation des sites sédentaires dans cette région durant la période de transition entre le Bronze récent et le Fer I, ou même avant selon certains. Les reconstitutions ont longtemps opposé deux approches reposant sur l'idée d'une infiltration depuis l'extérieur : de manière conquérante selon Albright, pacifique selon Alt et Noth. Sauf exceptions, on n'attribue plus d'événements violents à la formation des groupes proto-Israélites. Israël aurait émergé à partir d'un ensemble bigarré de populations, une « multitude mixte » selon A. Killebrew, comprenant en bonne partie des groupes ruraux cananéens, des pasteurs, des groupes marginaux du Bronze récent (Apirou, Shasou), aussi des populations venues de l'extérieur. Néanmoins, des modèles comme celui d'I. Finkelstein proposent que les premiers Israélites soient avant tout formés à l'initiative de groupes nomades non-cananéens installés dans les hautes terres, qui s'y sédentarisent. N. Na'aman insiste plus sur l'arrivée de populations extérieures à Canaan dans le contexte de la fin de l'âge du bronze récent, venues se mêler aux populations en place puis se mélangeant progressivement aux groupes marginaux et nomades, avant de finalement s'établir dans les hautes terres. Pour W. Dever en revanche, les populations qui s'établissent dans les hautes terres sont avant tout des paysans cananéens déracinés venues des campagnes des régions basses. À l'opposé, A. Faust fait des premiers Israélites avant tout les descendants des Shasou. La culture matérielle n'est pas vraiment en mesure d'apporter une conclusion à ces débats sur l'ethnicité, puisqu'elle peut être similaire pour plusieurs populations. Du point de vue linguistique, les langues du Levant méridional de l'âge du fer sont en tout cas manifestement les descendantes des langues cananéennes parlées dans la région durant le Bronze récent (voir plus bas), donc la continuité est claire, ce qui veut dire que les éléments extérieurs, quelle que soit leur importance, ont rapidement été intégrés.
C'est finalement au nord, sur la côte libanaise, que les éléments de continuité avec la civilisation cananéenne de l'âge du bronze sont les plus manifestes, à commencer par la langue qui dérive là aussi de celles attestées pour la période précédente. Les cités de la région forment à cette période un ensemble que les Grecs devaient nommer « Phéniciens ». On ne sait pas vraiment si elles ont jamais eu l'impression de former une culture commune, même s'il a été avancé que les populations de ces régions avaient pu se considérer comme Cananéennes aux périodes plus tardives de l'Antiquité. Quoi qu'il en soit, la majeure partie des spécialistes les voit comme des descendants des Cananéens de l'âge du Bronze, même s'il faut ici aussi envisager l'impact des migrations de la fin du Bronze récent, qui semblent perceptibles dans certaines évolutions de la culture matérielle. Avec la disparition d'Ugarit à la fin du Bronze récent, les cités de la région, Byblos, Tyr, Sidon, etc. devinrent les principaux ports de la côte levantine, même s'ils durent un temps faire face au déclin des réseaux d'échanges à longue distance. D'après les quelques données glanées sur des sites archéologiques de la région, les cités de la côte libanaise ont été remarquablement résilientes après les événements de la fin du Bronze récent, ont maintenu leurs traditions tout en intégrant quelques éléments étrangers. Moins dépendantes de la mainmise égyptienne, elles paraissent avoir été mieux armées que les cités de la côte méridionale du Levant pour résister aux bouleversements de l'époque.

#### Constitution des royaumes de l'âge du fer
Durant la dernière phase du premier âge du Fer, au Xe siècle av. J.-C., les cités phéniciennes et philistines se consolident et étendent leur emprise sur les terres basses de Canaan, semble-t-il sans guerre particulièrement violente. Des royaumes puissants émergent, comme celui de Tyr qui devient la cité phénicienne la plus dynamique, initie l'expansion phénicienne dans la Méditerranée, qui débouche rapidement sur des implantations coloniales qui atteignent la partie occidentale de cette mer, et s'étend territorialement en direction du sud.
Dans les hautes terres, c'est de cette phase qu'est traditionnellement datée l'émergence du royaume d'Israël, forgé dans la lutte contre les Philistins, par le roi David, qui aurait alors étendu son autorité en direction des cités basses cananéennes (comme Gezer). La recherche historique récente rejette l'idée que ce royaume soit une entité politique puissante, en mesure de dominer le Levant sous le roi Salomon, comme le prétend la Bible. La prise de contrôle des cités de Canaan à cette période est donc remise en question. Ces différentes ethnies et entités politiques intègrent toutes des éléments cananéens, qui constituent sans doute une bonne partie de leurs racines comme vu supra. Coincées entre elles, les cités cananéennes des basses terres préservent un temps leur indépendance et reprennent de la vigueur durant cette période, à l'exemple de Megiddo. Cette dynamique s'éteint néanmoins à la fin du premier âge du fer. Cette fin a pu être imputée à une campagne conduite par le pharaon Sheshonq Ier (v. 926 av. J.-C.), dont la Bible mentionne qu'il a épargné Jérusalem contre un tribut, et qui a laissé une inscription mentionnant la soumission d'environ 150 villes et villages au Levant méridional. On peut lui attribuer les destructions attestées à Beth Shean, Rehov, Megiddo, quoique certains relativisent les dégâts causés par cette campagne, qui serait pour eux plutôt de l'ordre de l'intimidation. En tout cas, elle ne se termine pas par un retour de la domination égyptienne,,.
Le royaume d'Israël semble le principal bénéficiaire de la situation, les souverains de la dynastie omride prenant le contrôle de diverses cités des basses terres (Hazor, Megiddo, Gezer). Cela se fait sans bouleverser l'ordre social, puisque le peuplement n'est pas modifié. Cela se traduit au contraire par une plus forte influence de la culture matérielle et architecturale des villes cananéennes sur cet État.

## Aspects culturels

### Religion

#### Les dieux de Canaan

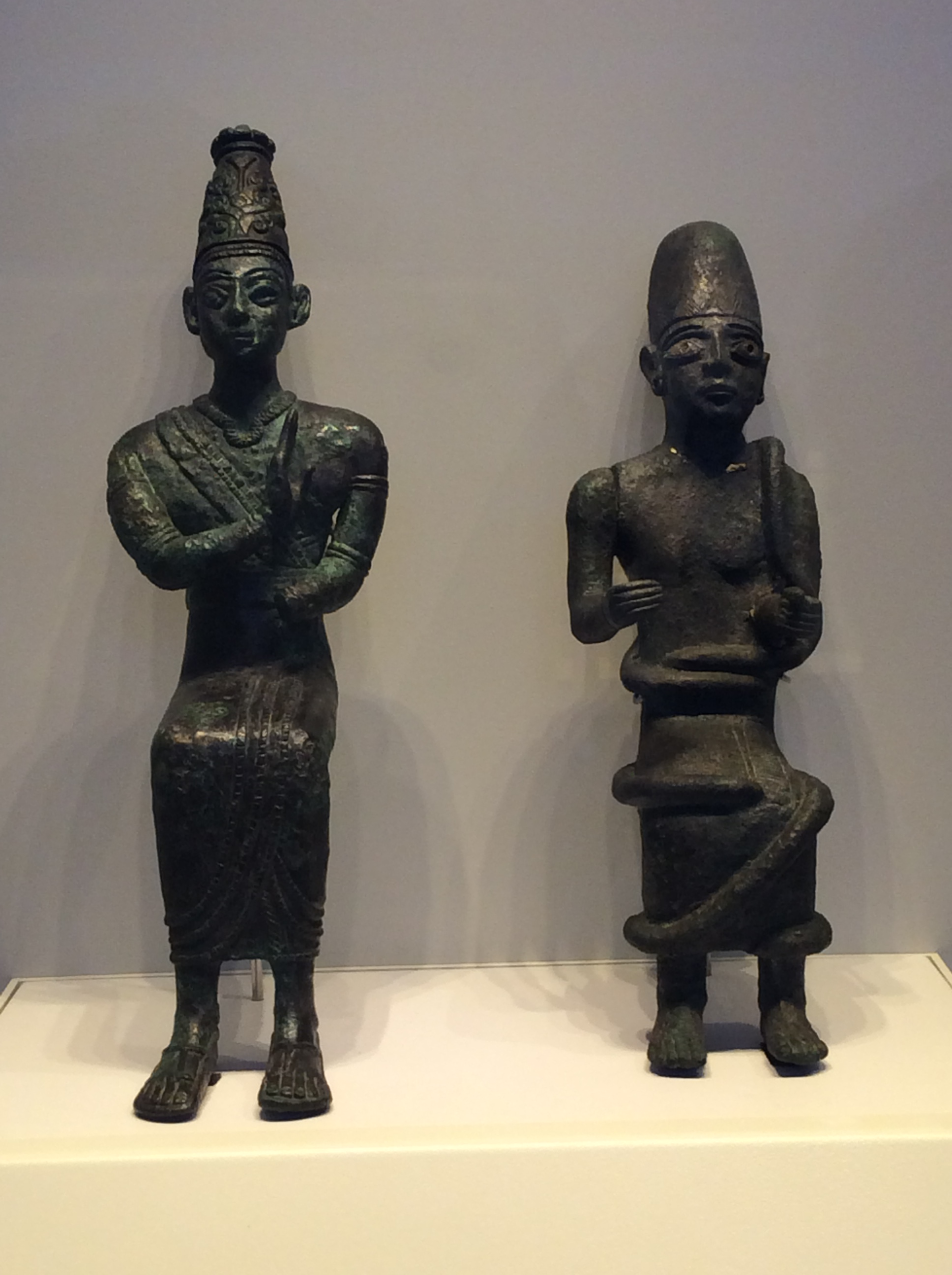
Dieux cananéens trouvés à Hazor (musée d'Israël, Jérusalem).

La notion de « religion cananéenne » recouvre en général la religion pratiquée dans le Levant méridional (et aussi central) durant l'âge du Bronze récent et aussi durant l'âge du Fer. Pour cette dernière, elle peut servir à désigner la religion polythéiste à partir de laquelle émerge le monothéisme de l'Israël antique. Elle est reconstituée à partir d'un ensemble divers de textes, s'appuyant sur la description des croyances et pratiques religieuses des Cananéens qui sont fustigées par la Bible, et sont sans doute la religion pratiquée par les Israélites non pleinement acquis au monothéisme à l'époque de rédaction de ces textes, et aussi celle des peuples voisins (Phéniciens, Philistins). Les sources écrites provenant des régions voisines sont aussi invoquées en appui : en premier lieu la riche documentation cunéiforme d'Ugarit de l'âge du Bronze récent concernant sa religion, ainsi que les informations concernant la religion phénicienne, en gros tout ce qui peut être de près ou de loin rattaché à l'ensemble culturel cananéen.
Les sources architecturales et iconographiques provenant des sites cananéens du IIe millénaire av. J.-C. fournissent des informations plus directes sur les pratiques religieuses, mais ne sont pas vraiment explicites sur l'univers religieux. Selon ce qui apparaît dans ces sources, une des principales divinités de ces régions est El, le « Dieu » (ʾilu), chef de l'assemblée divine chargée de trancher les cas les plus importants, figure paternelle, royale, parfois créatrice. Baal, le « Seigneur » (bʿl), est l'autre figure royale du panthéon cananéen. Ce nom est sans doute à l'origine une épithète ou un appellatif, devenu un nom propre, qui peut servir à désigner différents dieux locaux majeur. À Ugarit et sans doute dans bien d'autres endroits, il désigne Hadad le dieu de l'Orage (donc des eaux venant du ciel, ce qui lui donne un rôle dans la fertilité), grande figure souveraine des panthéons sémitiques occidentaux, fils du grand dieu agraire Dagan, et protagoniste d'un cycle mythologique qui le voit se défaire de plusieurs rivaux (Yam la Mer, Môt la Mort) afin d'accéder à la souveraineté sur les dieux. La principale divinité féminine de ces régions est Astarté, déesse de la chasse et de la guerre, sans doute aussi de l'amour et associée à la planète Vénus. Athirat est la parèdre du dieu El, sous le nom d'Asherah, son culte semble avoir été important dans l'Israël antique. Anat, jeune sœur de Baal, a des aspects guerriers semblables à ceux d'Astarté. Shapash est la déesse solaire des panthéons sémitiques occidentaux (alors qu'à l'est cette position est celle d'un dieu masculin).

### Langues et écritures

#### Écritures employées à Canaan et leurs usages

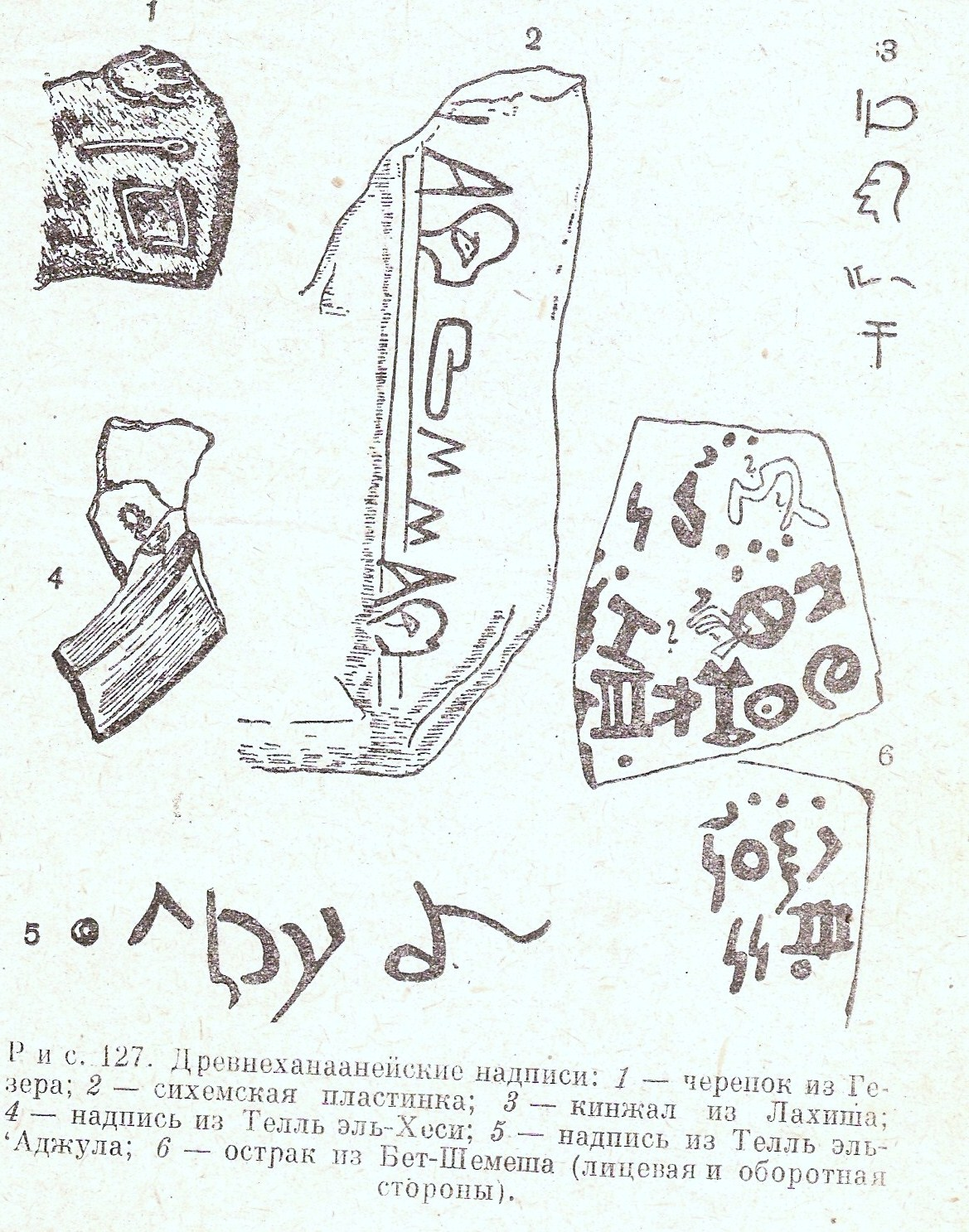
Inscriptions proto-cananéennes non sinaïtiques (Alphabet, David Diringer)

Plusieurs types d'écriture sont attestés sur les sites de Canaan du IIe millénaire av. J.-C. : l'écriture cunéiforme, originaire de Mésopotamie et dominante en Syrie ; les écritures égyptiennes, hiéroglyphes et hiératique ; des alphabets linéaires (« protosinaïtique » ou « protocananéen ») ; des alphabets cunéiformes ; enfin aussi des hiéroglyphes hittites et écritures du monde égéen (minoen, mycénien), reflet d'un contexte international. Les traces d'écriture sont limitées par rapport aux régions voisines, surtout concentrées dans quelques villes plus internationalisées (Hazor, Lakish, Beth Shean au sud, et surtout les cités côtières Byblos, Tyr, Sidon), quoi que plus nombreuses au Bronze récent qu'au Bronze moyen, ce qui semble refléter un développement.

Au Levant sud, les inscriptions en hiéroglyphes sont les plus nombreuses, car elles se trouvent sur des scarabées qui sont un type d'objet assez répandu, probablement un reflet de l'« égyptianisation » des élites locales, car il s'agit d'objets personnels (avec aussi une finalité protectrice), de prestige, comme les vases inscrits en hiéroglyphes ; on trouve aussi quelques stèles laissées par des rois égyptiens pour commémorer leur emprise sur la région, ainsi que quelques inscriptions funéraires isolées. Le hiératique a sans doute été employé par l'administration égyptienne du Levant au Bronze récent, mais il reste peu attesté, sans doute parce qu'il était écrit sur des matériaux périssables qui ont disparu, et il a surtout survécu sur des céramiques. 

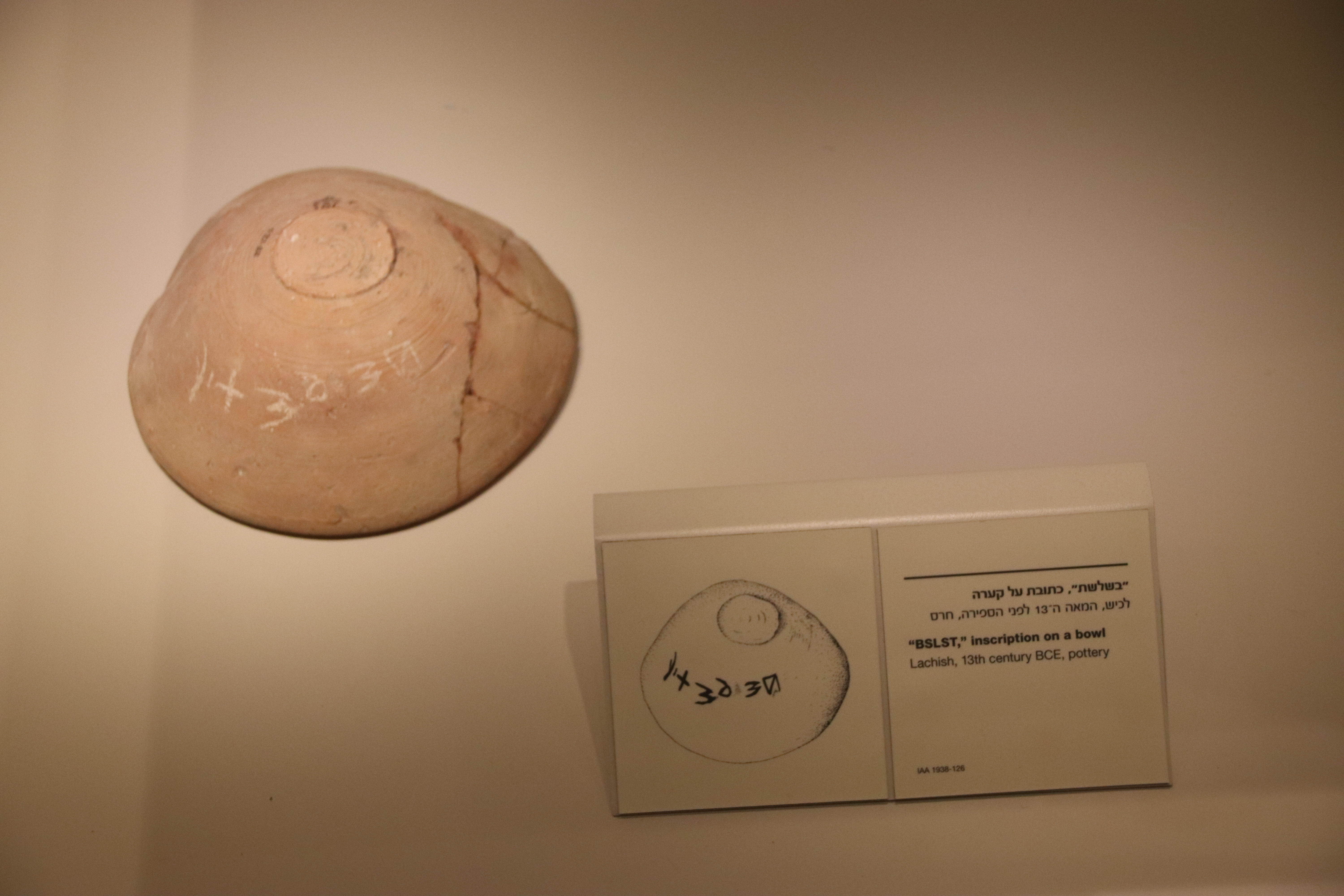
Bol avec inscription en alphabet « proto-cananéen » (Musée d'Israël)

Le cunéiforme, écrit en akkadien, est surtout documenté à Hazor, qui a livré environ 90 tablettes, de natures diverses (textes administratifs, scolaires, recueils de lois, divination, etc.) ; c'est l'écriture diplomatique de l'époque, comme l'attestent les tablettes originaires de Canaan mises au jour parmi les lettres d'Amarna, donc connue des chancelleries du Levant méridional. Son usage semble donc répandu spatialement dans la région, enseigné et pratiqué pour divers usages, notamment officiels, mais Canaan n'a pas livré de documentation en quantité comparable aux cités de Syrie (Ugarit, Emar), ce qui n'est probablement pas lié au hasard des trouvailles archéologiques mais bien à une pratique moins courante de cette écriture. Les sceaux-cylindres courants dans les régions de culture cunéiforme sont très rarement inscrits à Canaan. Les alphabets linéaires sont attestés par de courtes inscriptions sur quelques objets personnels devant appartenir à des élites (vaisselle, bijoux, ornements). Les objets à finalité votive portant des inscriptions sont rares, par exemple des bols portant une inscription peinte en hiératique.

#### L'alphabet: une invention cananéenne?

Dessin schématique de l'inscription proto-cananéenne trouvée sur un peigne cananéen en ivoire à Lakish (1700 av. J.-C.)

L'alphabet est manifestement dérivé des écritures égyptiennes (hiéroglyphes, hiératique), puisque plusieurs des signes des premiers alphabets reprennent la forme de signes égyptiens. Cependant, ils suivent le principe des signes phonétiques de l'écriture égyptienne qui ne notent que les consonnes, alors que les signes phonétiques du cunéiforme sont des syllabes complètes, avec consonnes et voyelles. Mais ils sont adaptés à un contexte linguistique sémitique : ce sont à l'origine des représentations picturales de choses. Le son qu'ils transcrivent est la consonne initiale du mot cananéen désignant cette chose (acrophonie) : par exemple le signe à l'origine de la lettre transcrivant la consonne [r] représente une « tête », reš en cananéen (alors que ce mot se dit tp en égyptien ancien).
La plus ancienne forme d'écriture alphabétique attestée est le protosinaïtique, qui pourrait dater des alentours de 1900 av. J.-C. Elle a été identifiée au Ouadi el-Hol en Égypte, site où on trouve mention d'« Asiatiques », donc de Cananéens, et ces inscriptions ont souvent été reliées à cette population. D'autres inscriptions identifiées comme protosinaïtique proviennent du Sinaï, sur les sites miniers de Sarabit al-Khadim, où était extraite durant le Moyen Empire (donc au Bronze moyen) de la turquoise tant appréciée des Égyptiens. Là encore cette écriture a été reliée à la présence de travailleurs parlant des langues sémitiques. Mais dans les deux cas, le contexte reste celui de la sphère politique et culturelle égyptienne, donc la possibilité que les premiers alphabets aient été développés à l'initiative de l'administration égyptienne reste envisagée, même si ce type d'écriture a forgé son succès au Levant. Des inscriptions dans des alphabets archaïques, « protocananéens », datées approximativement de la même période, ont été mises au jour au Levant méridional, par exemple sur une poterie et une dague découverte à Lakish, mais l'usage de cette forme d'écriture semble rester très limité par rapport au cunéiforme et aux écritures égyptiennes. Ces premières formes alphabétiques sont d'aspect linéaire. Mais le premier alphabet dont l'usage soit systématique, l'alphabet ougaritique, a un aspect cunéiforme. Il est développé au moins à partir du XVe siècle av. J.-C. et surtout attesté dans les dernières décennies du XIIIe siècle av. J.-C. Certains des signes de cet alphabet semblent inspirés de ceux des alphabets linéaires plus anciens. On trouve en quantité bien moindre d'autres variantes d'alphabets cunéiformes de la même époque sur d'autres sites de Syrie et aussi à Chypre, et dans le Levant central (Kamid el-Loz, Sarepta) et méridional (Taanach, Bet Shemesh, mont Thabor),,.

#### Les langues cananéennes
En linguistique, le terme « cananéen » peut avoir deux usages :
- désigner un ensemble de langues sémitiques du groupe occidental septentrional parlées à Canaan au IIe millénaire av. J.-C., groupe parfois divisé en deux ensembles, un méridional et un autre septentrional dans lequel la langue d'Ugarit serait incluse ;
- désigner un ensemble de langues sémitiques du groupe occidental septentrional parlées au Levant au Ier millénaire av. J.-C., descendantes des précédentes, en premier lieu le phénicien (incluant la langue punique de Carthage), et l'hébreu, ainsi que l'ammonite, le moabite et l'édomite, pour les différencier des dialectes araméens.

On s'intéressera ici au premier cas. Ces dialectes sont très mal documentés, donc peu connus. Les textes cunéiformes écrits à Canaan au IIe millénaire av. J.-C., surtout les lettres d'Amarna, le sont en akkadien, langue sémitique de Mésopotamie qui sert de lingua franca à cette période, mais ils contiennent de nombreux termes et formulations ainsi que des gloses en dialectes cananéens, ce qui donne à leur akkadien un aspect hybride (une sorte de pidgin), cananéen, qui permettent d'approcher les dialectes de Canaan. On observe des variations entre les textes, ce qui est généralement interprété comme le reflet des dialectes locaux des différents scribes écrivant ces textes. Mais d'autres objectent que les différences ne sont pas si marquées que cela, et qu'il pourrait s'agir d'une forme de langue de contact mise au point par les scribes cananéens et devenue un standard à l'échelle de leur région, reflétant le fait que leur apprentissage de l'akkadien est moins complet que celui des scribes de Syrie qui pratiquent un akkadien plus classique.
Les inscriptions en alphabet protocananéen sont écrites en dialecte cananéen, mais elles sont bien moins nombreuses, courtes et souvent mal préservées et encore mal comprises, donc moins utiles que les textes cunéiformes pour approcher les langues cananéennes. Ce sont les deux sources à notre disposition, ensuite les parallèles avec les autres langues cananéennes dans la seconde acception (phénicien, hébreu) permettent d'apporter d'autres éléments de compréhension. Au mieux, il est possible de dégager quelques traits généraux des dialectes cananéens de l'époque d'Amarna : du point de vue phonétique, s'est effectué le remplacement du *ā proto-sémitique par le ō (ce qui se retrouve en hébreu), et l'inventaire consonantique est plus restreint que celui de la langue d'Ugarit et différent de l'araméen ; les cas sont marqués avant tout par des voyelles suffixées, comme à Ugarit, ce qui disparaît dans les langues du Ier millénaire av. J.-C. ; de même le système verbal est proche de celui d'Ugarit et différent de ceux des langues cananéennes postérieures ; le système Š causatif n'est pas attesté, sans doute absent ; la « loi de Barth-Ginsberg » s'applique (le a initial devient i dans une forme yaqtal, soit yiqtal). Du point de vue du vocabulaire, un lexique de base est connu, mais il manque tout de même des éléments cruciaux, comme les verbes de mouvement. Pour complexifier le tableau, plusieurs dialectes existent et les différences entre eux sont mal connues.

## Canaan et les Cananéens dans la Bible
Les noms de « Canaan » et de « Cananéen » apparaissent de nombreuses fois dans des livres de la Bible hébraïque/Ancien Testament. C'est avant tout le cas dans les récits concernant les Patriarches, notamment Abraham, qui reçoit cette contrée de Dieu. C'est aussi le cas avec le retour des Israélites dans leur Terre promise après leur période de servitude égyptienne, à leurs conquêtes et à leurs suites,. Selon la critique moderne, ces textes sont composés principalement entre le VIIIe siècle av. J.-C. et le IIIe siècle av. J.-C. (voir Datation de la Bible). ils sont écrits à partir de traditions transmises d'abord oralement, puis mises peu à peu par écrit et compilées. Ils rapportent un récit de l'histoire du peuple d'Israël et ses rapports avec son dieu (Yhwh), depuis l'origine des temps et surtout à partir de l'Alliance passée entre le patriarche Abraham et Dieu. Il y a ensuite d'autres figures telles que Jacob, Joseph et surtout Moïse, qui dominent la Torah. Les livres prophétiques commencent par divers récits sur la conquête du pays d'Israël et la constitution de la monarchie.
Ces récits sur le passé seront modifiés et réinterprétés plusieurs fois, en fonction des réalités et des enjeux des époques de rédaction et de remaniement des textes. La trame historique qu'ils proposent, du moins avant l'époque des rois David et de Salomon, est généralement considérée aujourd'hui comme ne renvoyant pas à des faits réels. Mais ils pourraient selon certains avoir au moins un rapport lointain avec des réalités passées, à partir du retour des Hébreux de l'Exode hors d'Égypte, même si l'historicité de la conquête de Canaan est majoritairement rejetée.

### La Terre promise
Selon la Bible, le pays de Canaan doit son nom à celui du personnage de Cana'an, quatrième fils de Cham, lui-même troisième fils de Noé (Genèse, 9:18 et 10:6). Bien plus tard, Abraham se rend en Canaan à la demande de Dieu, qui promet cette terre au Patriarche et à ses descendants pour toujours (Genèse 12:1-7), promesse répétée à Isaac et Jacob. Canaan est donc par bien des aspects la « Terre promise », un pays idéalisé et mythifié. Cette promesse s'inscrit plus largement dans l'Alliance conclue entre Dieu et Abraham : la terre est concédée perpétuellement (Genèse, 17:8).
Les passages concernant ce Patriarche et ses descendants sont cependant ambigus sur la possession de cette contrée, puisqu'ils sont parfois présentés comme des immigrants et doivent acheter des terres (notamment pour construire leurs tombes) à des gens des peuples locaux.

### La conquête de Canaan
Joseph amène ensuite les enfants d'Israël en Égypte, où ils sont par la suite mis en esclavage, avant d'être libérés par Moïse. Dieu enjoint à ce dernier de se rendre à Canaan avec son peuple pour en (re)prendre possession (Exode 3:8). À la différence des passages concernant Abraham et ses descendants, le retour à Canaan après l'Exode s'accompagne de conflits contre ceux qui y résident : le pays doit être conquis et ses habitants expulsés ou tués. Dieu ordonne à plusieurs reprises la destruction des Cananéens (Nombres 21:2-3, Deutéronome 20:17).
Néanmoins, la première génération de la sortie d'Égypte (excepté Josué et Caleb) est condamnée par Dieu à errer dans le désert et à ne jamais voir le pays de Canaan (Nombres 14:22-23). Ce sont donc leurs descendants, conduits par Josué, qui mènent à bien le dessein divin, tel que relaté dans le livre de Josué, dont la première version remonte au VIIe siècle av. J.-C. (qui n'est donc pas à prendre pour un récit historique fiable sur les origines d'Israël). Avec l'appui de Dieu, les Israélites remportent de nombreuses victoires, à commencer par Jéricho dont les habitants sont anéantis, même si leur orgueil leur fait parfois essuyer des revers. Après cette phase, les tribus israélites peuvent se partager les territoires conquis, tandis que le butin prélevé sur les vaincus est voué à Dieu. Le Livre des Juges, qui prend la suite du récit, décrit cependant un pays non entièrement soumis : cela est vu comme une incapacité à accomplir le commandement de Dieu, et les Israélites vont être punis en devant affronter à plusieurs reprises les peuples restés indépendants. Ce n'est qu'à l'époque du règne de David que les Cananéens passent sous la domination des Israélites, et cette paix dure jusqu'à la fin du règne de Salomon,,.

### L'image négative des Cananéens
Canaan et les Cananéens apparaissent plutôt dans les livres bibliques comme l'opposé des Israélites, un obstacle à la reconquête de la Terre promise et des adorateurs d'idoles. Cette situation remonte aux temps primordiaux, à la malédiction par Noé de son petit-fils Cana'an, qui lui assigne d'être esclave de ses frères, conséquence du fait que son père Cham a vu Noé dans sa nudité (Genèse 9:25), une faute dont la nature exacte est débattue, qui en tout cas semble se retrouver dans le fait que les Cananéens soient décrits dans les autres textes bibliques comme lascifs et débauchés, capables de toutes sortes de perversités sexuelles (ce qui se retrouve par exemple dans l'histoire de Sodome et Gomorrhe).
L'infériorité des Cananéens semble aussi justifiée par la Genèse avec un jeu sur la racine knʕ, qui implique l'infériorité. À ces abominations pour ainsi dire « congénitales » s'ajoutent leur impiété et leur idolâtrie, qui est du reste vue comme une forme d'infidélité à Dieu. La domination de Canaan et des Cananéens par Israël s'en trouve d'autant plus justifiée, ainsi que la volonté de séparer les deux groupes en condamnant les unions entre Israélites et Cananéennes, et l'adoration des dieux des Cananéens, qui faisaient partie des nations qui « servaient leurs dieux en faisant toutes les abominations qui sont odieuses à l’Éternel » (Deutéronome 12:31).
Des mentions des Cananéens apparaissent également dans des livres prophétiques comme ceux d'Esdras et de Néhémie, dans lesquels cette dénomination est devenue une signification purement symbolique et métaphorique, d'un autre qui est un opposé, puisqu'à l'époque de rédaction des textes (vers le Ve siècle av. J.-C.), ce terme n'a plus de sens ethnique. Les histoires concernant les Patriarches les lient à plusieurs lieux de la région, renforçant la justification de l'ancrage de leurs descendants dans la région, d'autant plus que la promesse de Dieu, véritable maître de cette terre, de la confier aux descendants d'Abraham pour l'éternité est répétée à plusieurs reprises,,.

## Canaan et Cananéens dans les textes postérieurs

### Périodes antiques et médiévales
À partir de l'âge du fer II, les termes de « Canaan » et de « Cananéen » tendent à perdre leur sens. Dans la littérature biblique qui est couchée par écrit à compter de cette période, le pays de Canaan devient un symbole plutôt qu'une description d'une réalité de l'époque, les auteurs des textes de l'époque post-exilique n'ayant plus sous les yeux les Cananéens qu'ils fustigent.
Durant l'époque hellénistique, le mot « Canaan » semble être un synonyme des termes grecs « Phénicie » et « Phéniciens », comme l'indique un monnayage de Beyrouth (Béryte) daté du IIIe siècle av. J.-C. ayant une légende en grec Laodikeia he en Phoinikē, « Laodicée de Phénicie », et en phénicien lʾdkʾ ʾš bknʿn, « Laodicée de Canaan » (nouveau nom de la ville).
Dans l’Évangile selon Matthieu (15), une femme cananéenne implore Jésus de soigner sa fille ; elle est présentée comme originaire des régions phéniciennes de Tyr et Sidon.

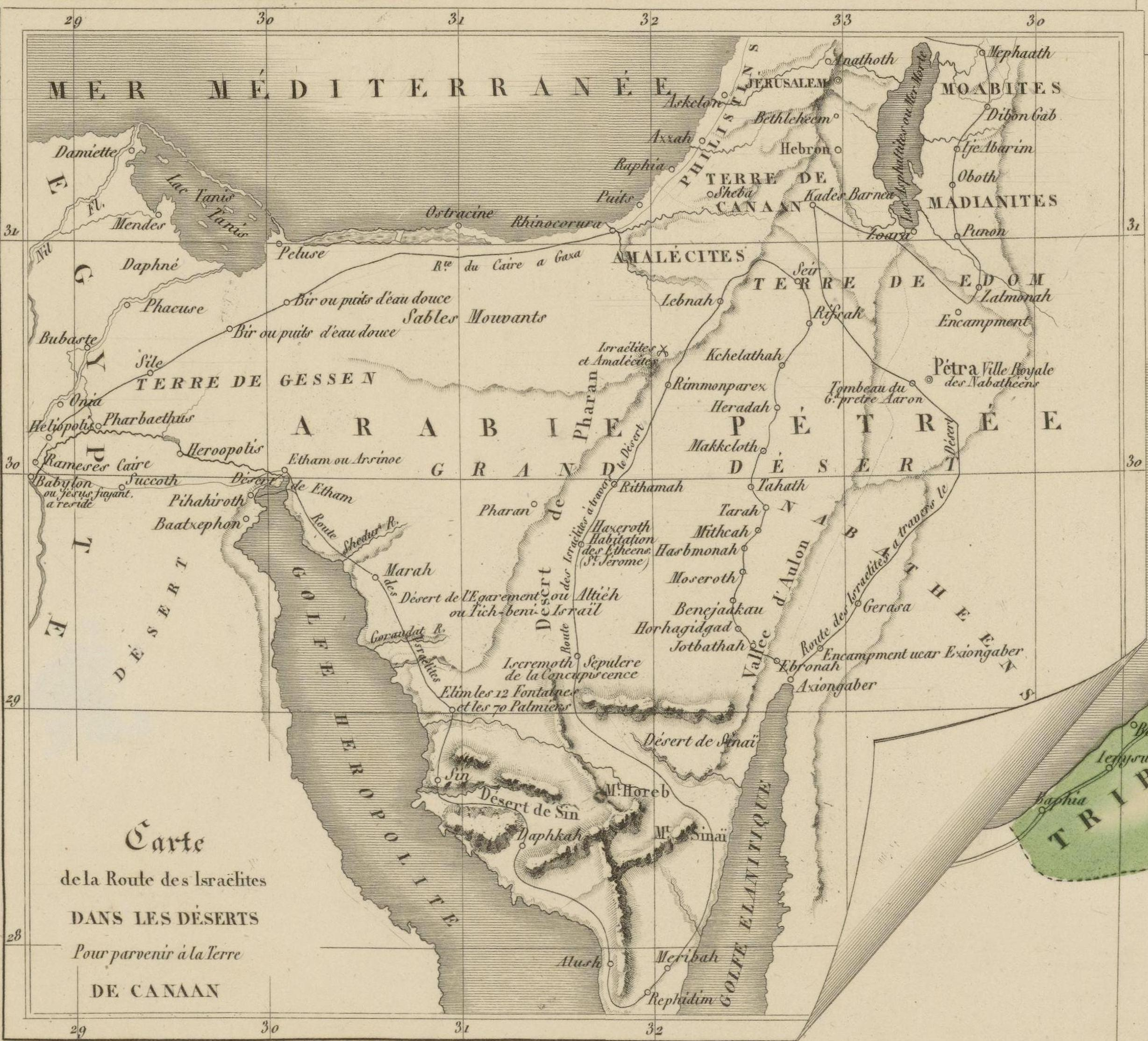
Carte de la Route des Israëlites dans les déserts pour parvenir à la Terre de Canaan (A. Toussaint, 1834).

Dans la littérature juive antique et médiévale, le pays de Canaan est couramment mentionné, dans des récits reposant sur divers passages bibliques, le présentant comme la Terre promise dont Israël est le propriétaire légitime. Il existe diverses traditions : selon une, les Cananéens auraient détruit leur propre pays en entendant que les Israélites arrivaient, donc Dieu aurait imposé à ces derniers l'errance de 40 ans dans le désert afin que le pays puisse être remis en état, car il leur avait promis une contrée prospère ; selon une autre, les Cananéens auraient au contraire laissé le pays de leur propre gré, et en récompense Dieu leur aurait donné l'Afrique en compensation. Il existe en effet une tradition selon laquelle les descendants de Canaan se sont établis en Afrique. Dans la littérature rabbinique, les Cananéens sont souvent présentés comme les pire des idolâtres, professant le vol, la luxure et le mensonge. Il leur a été proposé de rester dans leur pays et de servir les Israélites, mais ils ont refusé, ce qui conduit à leur exil. Il existe néanmoins des descendants de Canaan vertueux, comme Éliézer de Damas, serviteur d'Abraham. Au Moyen-Âge, le terme « Cananéens » est couramment employé dans les familles juives pour qualifier leurs serviteurs et esclaves qui n'ont pas d'ancêtre juif, là encore un sens dérivé de la Genèse où la condition de serviteur est assignée aux descendants de Canaan,,. Les penseurs juifs médiévaux (Juda Halevi, Maimonide, Nahmanide, etc.) réfléchissent sur la conquête de Canaan évoquée dans la Bible, notamment dans le contexte des Croisades, mais aussi sur les conditions du repeuplement de ce pays par les Juifs et ses implications spirituelles.
En Afrique du Nord, les Berbères ont souvent été présentés comme des descendants des Cananéens. Selon Augustin d'Hippone, les villageois (en latin : rustici) d'Afrique du Nord, parlant la langue phénicienne (« lingua punica »), s'identifiaient eux-mêmes ou leur langue comme « Chanani ». Augustin, dans une discussion sur la guérison de la fille d'une Cananéenne du Nouveau Testament, a soutenu que ce nom Chanani était le même que le mot Chananaei (« Cananéens »). La formulation latine correcte parmi les manuscrits est débattue et le contexte est ambigu. Bien que ce passage ait été avancé pour démontrer que le nom « Cananéen » était l'endonyme des Phéniciens, il est possible que le contexte rhétorique des paroles d'Augustin signifie qu'elles ne peuvent pas être invoquées comme preuve historique.

### Usages modernes et contemporains
Un sens positif de Canaan subsiste dans le christianisme, en tant que désignation de la Terre promise, que ce soit sous l'aspect d'un lieu de repos spirituel, céleste, ou bien d'un pays concret, où se trouvent abondance et liberté. Les puritains voient dans le pays de Canaan quelque chose qui annonce le royaume de Dieu ; en Amérique anglaise, ils assimilent ce pays à une nouvelle Terre promise/Pays de Canaan que Dieu leur a offert. Ils ont pu employer l'expression de « langues de Canaan » comme de la langue parlée au Paradis par les personnes sauvées. Cette image se retrouve dans le gospel (par exemple Go Down Moses), et chez les Afro-Américains avant ou après l'esclavage, Canaan est synonyme de sanctuaire, pays de liberté et d'opportunité ; Frederick Douglass compare ainsi les États non esclavagistes du Nord à un « nouveau Canaan » pour les esclaves. Dans une acception plus négative, ceux qui se sont vus comme le « nouvel Israël » ont désigné comme « Cananéens » les Amérindiens installées dans leur Terre promise. Le mépris et la brutalité avec lesquels sont traités les Cananéens dans la Bible n'a pas manqué de susciter des discussions dans l'apologétique chrétienne : les explications sont allées de la vision du massacre comme acte de pitié, à son rejet en tant que pratique archaïque à amender, l'exemple christique pouvant être vu comme une manière de corriger ce qui est vu comme des excès décrits par l'Ancien Testament,. En Afrique du Sud également, l'expulsion des peuples indigènes par les Afrikaners a pu être justifiée par la comparaison à la conquête de Canaan. Dans d'autres cas à l'époque contemporaine, cet épisode biblique est en revanche vu sous un jour négatif, ce qui s'inscrit dans une critique de l'idéologie coloniale,.
Dans l'Israël contemporain, la conquête de Canaan suscite également des comparaisons avec le sionisme et la construction d'un État juif au Proche-Orient en Palestine. Dans la plupart des cas, les sionistes parlent de programme de peuplement et non de conquête de ces territoires, même s'il existe des exceptions telles que Vladimir Jabotinsky. La mentalité de conquête s'affirme lors des premiers conflits consécutifs à la création de l’État d'Israël, notamment après 1967 et la prise de la Cisjordanie/Judée-Samarie. Dans ce contexte, les Palestiniens contemporains ont pu parfois être comparés aux anciens Cananéens et à d'autres peuples ayant habité la région, et l'implantation de colonies mise en parallèle avec la conquête de Canaan à l'époque de Josué. De telles comparaisons sont néanmoins minoritaires.
Des fictions reprennent les récits bibliques et sont donc amenées à représenter Canaan et les Cananéens. En musique, c'est le cas d'oratorios tels qu’Israël en Égypte (1738-39) et Joshua (1747) de Georg Friedrich Haendel ou La Terre promise (1897-99) de Jules Massenet, et par la suite de comédies musicales. Au cinéma et à la télévision, essentiellement aux États-Unis, Canaan apparaît en particulier dans des histoires mettant en scène Abraham et ses descendants ou le retour de l'Exode. Ses habitants sont soit généralement absents dans l'intrigue (le pays étant à plusieurs reprises représenté comme vide d'hommes), ou bien représentés comme des opposés moraux des Israélites, lascifs, opulents et corrompus, aussi souvent de peau plus basanée que les Israélites. La littérature contemporaine fait plutôt un usage métaphorique du terme. Les Raisins de la colère de John Steinbeck (1939) font ainsi de la Californie un nouveau Canaan.

## Cananéisme
Le terme de Cananéen est réemployé par un groupe sioniste nationaliste de droite marginal, actif des années 1930 aux années 1970 et qui entendait opérer une rupture néo-païenne avec le judaïsme. On parle de « cananéisme ».

### Dictionnaires
- (en) Eric M. Meyers (dir.), Oxford Encyclopaedia of Archaeology in the Near East, 5 vol., Oxford et New York, Oxford University Press, 1997 (ISBN 0-19-506512-3)
- Avraham Negev, Shimon Gibson et Jean-Jacques Glassner (dir.) (trad. de l'anglais), Dictionnaire archéologique de la Bible, Paris, Hazan, 2006, 617 p. (ISBN 2-85025-907-1)

### Levant antique
- (en) Ann E. Killebrew et Margreet Steiner (dir.), The Oxford Handbook of the Archaeology of the Levant : c. 8000-332 BCE, Oxford, Oxford University Press, 2013
- (en) Ann E. Killebrew, Biblical People and Ethnicity : An Archaeological Study of Egyptians, Canaanites, Philistines, and Early Israel, 1300-1110 B.C.E., Atlanta, Society of Biblical Literature, 2005
- (en) Lester L. Grabbe, Ancient Israel : What Do We Know and How Do We Know It?, Londres et New York, T&T Clark, 2007, 306 p. (ISBN 978-0-567-03254-6, lire en ligne)
- (en) Assaf Yasur-Landau, Eric H. Cline et Yorke Rowan (dir.), The Social Archaeology of the Levant : From Prehistory to the Present, Cambridge, Cambridge University Press, 2018
- (en) Brian R. Doak, Ancient Israel's Neighbors, Oxford, Oxford University Press, 2020

### Canaan et les Cananéens
- (en) Jonathan N. Tubb, Canaanites, Londres, British Museum Press, 1998
- (en) Niels P. Lemche, The Canaanites and their land : The tradition of the Canaanites, Sheffield, JSOT Press, 1991
- (en) Nadav Na'aman, Canaan in the Second Millennium B.C.E. : Collected Essays Volume 2, Winona Lake, Eisenbrauns, 2005
- (en) Ernst Axel Knauf et al., « Canaan (Place) », dans Encyclopedia of the Bible and Its Reception, vol. 4, Berlin et Boston, Walter de Gruyter, 2012, col. 860-870
- (en) Brian B. Schmidt et al., « Canaanites », dans Encyclopedia of the Bible and Its Reception, vol. 4, Berlin et Boston, Walter de Gruyter, 2012, col. 872-878
- (en) Lester L. Grabbe (dir.), The Land of Canaan in the Late Bronze Age, Londres et New York, Bloomsbury T&T Clark, 2016